# Domagné
Domagné est une commune française située dans le département d'Ille-et-Vilaine en région Bretagne, peuplée de 2 439 habitants en 2022 (population municipale  légale en 2025).

## Géographie

### Site, situation et relief

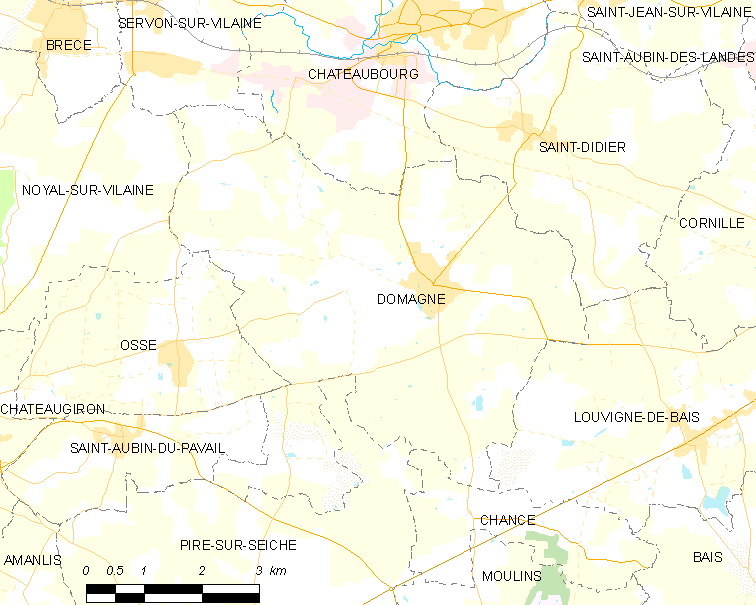
Carte de Domagné et des communes avoisinantes.

Domagné se situe dans la partie orientale du bassin de Rennes, mais dans la partie occidentale du pays de Vitré et fait partie de la communauté d'agglomération de Vitré Communauté. C'est la plus étendue des six communes de l'ancien canton de Châteaubourg.
Les communes limitrophes de Domagné-Chaumeré sont, dans le sens des aiguilles d'une montre : Châteaubourg, Saint-Didier, Louvigné-de-Bais, Chancé, Piré-sur-Seiche, Châteaugiron, Noyal-sur-Vilaine et Servon-sur-Vilaine.
Les paysages agraires se caractérisent par le bocage (de plus en plus aéré en raison des opérations de remembrement intervenues) et un habitat dispersé en de nombreux hameaux et fermes isolées.
Le relief de la commune est plat, formant pour l'essentiel un bas plateau situé entre 90 m et 60 m d'altitude, à peine échancré par quelques modestes vallons ; le point culminant, 96 mètres, se situe à l'est du finage communal, à l'est de La Valette et le point le plus bas, 48 mètres, dans la vallée du ruisseau de Taillepied, au sud de Chaumeré.

### Transports
Domagné est au carrefour de routes départementales, les CD 34, 95, 99 et 105. La voie express Paris-Rennes (RN 157) passe juste au-delà de la limite nord du finage communal (la commune est desservie par l'échangeur de Châteaubourg) ; par contre la LGV Bretagne-Pays de la Loire traverse la partie sud du territoire communal. La gare la plus proche de Domagné est celle de Gare de Châteaubourg, située sur la voie ferrée traditionnelle allant de Paris-Montpararnasse à Brest.
La commune est desservie par la ligne de bus n°1 de Vitré Communauté et la ligne n°3 de la ligne de bus du réseau urbain de Châteaubourg.

### Hydrographie
Pour un article plus général, voir Réseau hydrographique d'Ille-et-Vilaine.
La commune est située dans le bassin Loire-Bretagne. Elle est drainée par l'Yaigne, le Taillepied, le ruisseau de la Lande,,.
L'Yaigne, dont la partie amont est appelée "ruisseau de Guines", est une rivière qui prend sa source à Cornillé, traverse la commune de Saint-Didier, puis celle de Domagné (passant au sud du bourg) avant de traverser plus en aval Ossé, Châteaugiron et Nouvoitou et de confluer avec la Seiche, elle-même affluent de la Vilaine à Nouvoitou. Elle fait 27 km de longueur.
Le Taillepied forme une partie de la limite sud du territoire communal. D'une longueur de 14 km, il prend sa source dans la commune de Cornillé et se jette  dans la Quincampoix à Piré-Chancé, après avoir traversé quatre communes.  
Au nord-est de finage communal, le ruisseau de la Lande est limitrophe de la commune de Saint-Didier et est un modeste affluent de rive gauche de la Vilaine dans laquelle inl se jette juste en amont de Châteaubourg.

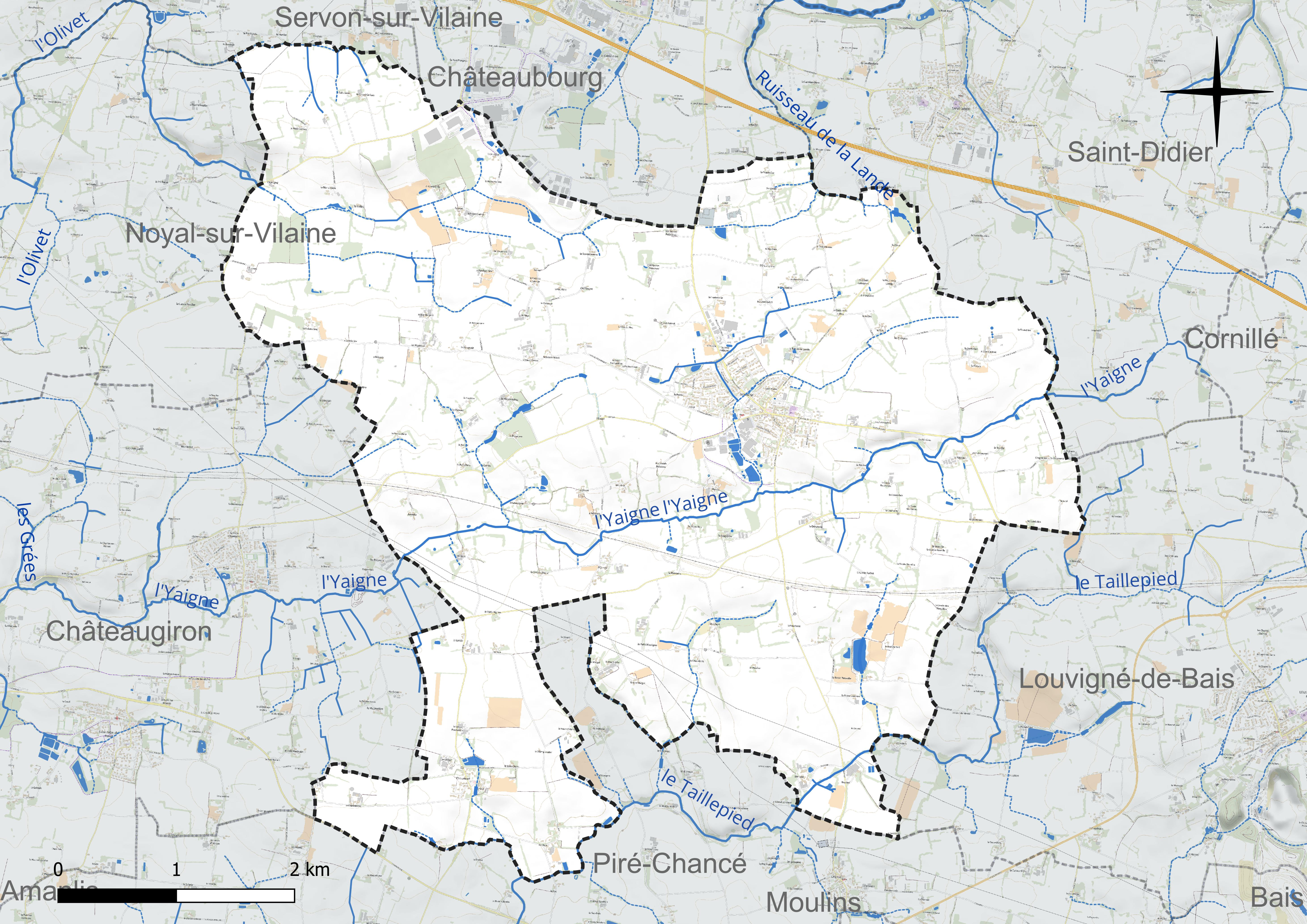
Réseau hydrographique de Domagné.

### Climat
Pour des articles plus généraux, voir Climat de la Bretagne et Climat d'Ille-et-Vilaine.
En 2010, le climat de la commune est de type climat océanique altéré, selon une étude du CNRS s'appuyant sur une série de données couvrant la période 1971-2000. En 2020, Météo-France publie une typologie des climats de la France métropolitaine dans laquelle la commune est exposée à un climat océanique et est dans la région climatique  Bretagne orientale et méridionale, Pays nantais, Vendée, caractérisée par une faible pluviométrie en été et une bonne insolation. Parallèlement l'observatoire de l'environnement en Bretagne publie en 2020 un zonage climatique de la région Bretagne, s'appuyant sur des données de Météo-France de 2009. La commune est, selon ce zonage, dans la zone « Sud Est », avec des étés relativement chauds et ensoleillés.  
Pour la période 1971-2000, la température annuelle moyenne est de 11,4 °C, avec une amplitude thermique annuelle de 13,3 °C. Le cumul annuel moyen de précipitations est de 756 mm, avec 12,5 jours de précipitations en janvier et 7 jours en juillet. Pour la période 1991-2020, la température moyenne annuelle observée sur la station météorologique la plus proche, située sur la commune d'Arbrissel à 17 km à vol d'oiseau, est de 12,1 °C et le cumul annuel moyen de précipitations est de 718,7 mm,. Pour l'avenir, les paramètres climatiques de la commune estimés pour 2050 selon différents scénarios d'émission de gaz à effet de serre sont consultables sur un site dédié publié par Météo-France en novembre 2022.

## Urbanisme

### Typologie
Au 1er janvier 2024, Domagné est catégorisée bourg rural, selon la nouvelle grille communale de densité à sept niveaux définie par l'Insee en 2022.
Elle est située hors unité urbaine. Par ailleurs la commune fait partie de l'aire d'attraction de Rennes, dont elle est une commune de la couronne,. Cette aire, qui regroupe 183 communes, est catégorisée dans les aires de 700 000 habitants ou plus (hors Paris),.

### Occupation des sols
L'occupation des sols de la commune, telle qu'elle ressort de la base de données européenne d'occupation biophysique des sols Corine Land Cover (CLC), est marquée par l'importance des territoires agricoles (96,1 % en 2018), en diminution par rapport à 1990 (97,9 %). La répartition détaillée en 2018 est la suivante : 
terres arables (65,7 %), zones agricoles hétérogènes (21,5 %), prairies (8,8 %), zones urbanisées (3,4 %), zones industrielles ou commerciales et réseaux de communication (0,5 %), cultures permanentes (0,1 %). L'évolution de l'occupation des sols de la commune et de ses infrastructures peut être observée sur les différentes représentations cartographiques du territoire : la carte de Cassini (XVIIIe siècle), la carte d'état-major (1820-1866) et les cartes ou photos aériennes de l'IGN pour la période actuelle (1950 à aujourd'hui).

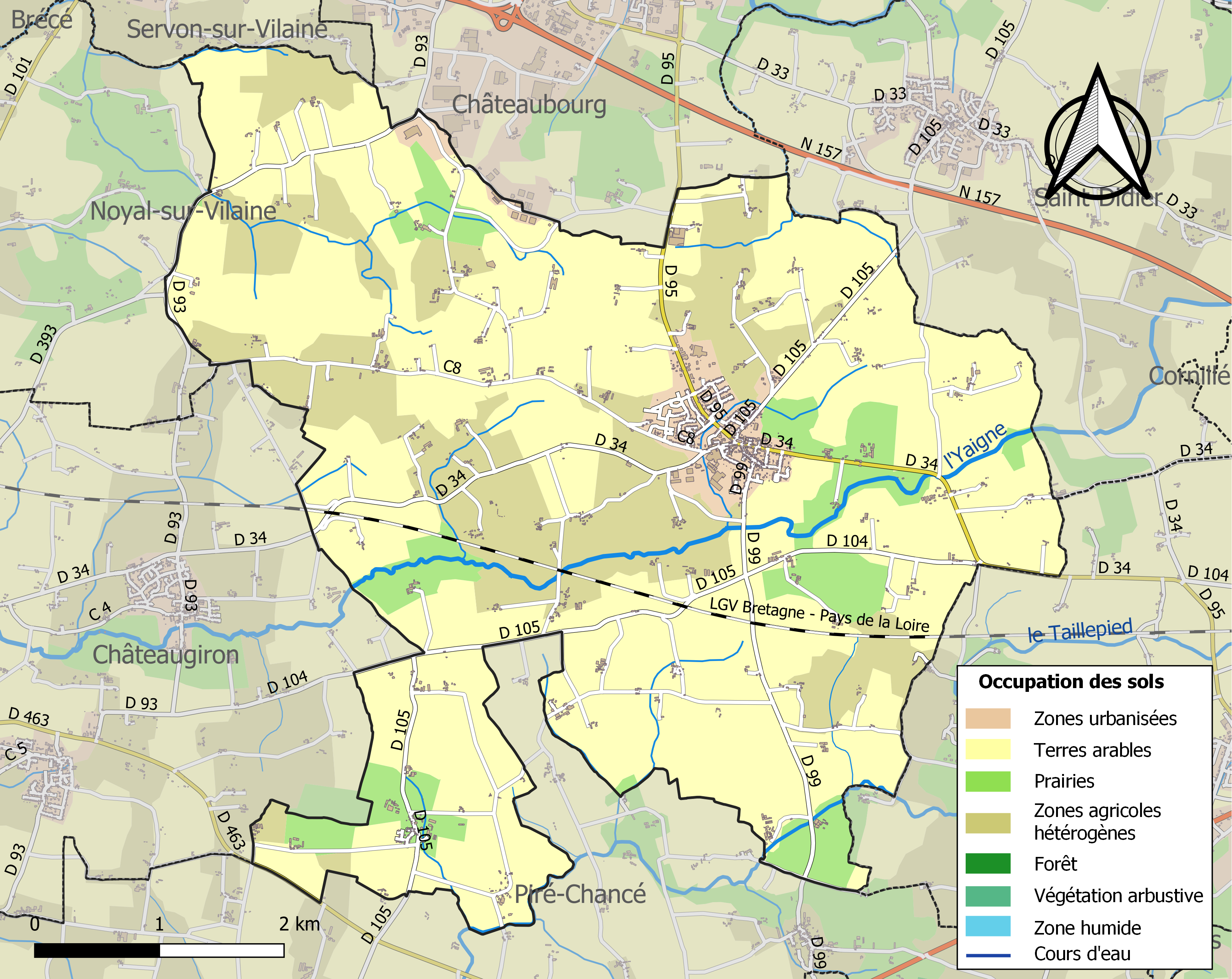
Carte des infrastructures et de l'occupation des sols de la commune en 2018 (CLC).

## Toponymie
Attestée sous les formes Domeneio en 1184, Domagneium en 1207, Dominiacum en 1330,  Domagniacum en 1516.
Composé du (pré)nom romain Domenius ou Dominius, complété d'un suffixe gaulois repris en gallo-romain -acum, indiquant un "habitat" (au sens large). Signification: « habitat, village de Domenius ».

## Histoire

### Antiquité
La chapelle Saint-André, de nos jours disparue, aurait été édifiée à l'époque gallo-romaine et se situait dans l'ancien cimetière, qui était situé à côté de l'église, rue Saint-André. Elle est mentionnée en 1604.

### Moyen Âge
En 1885, on a découvert à Domagné des sarcophages en calcaire coquillier datant de l'époque mérovingienne dans le sol de l'ancienne église :

« Des sarcophages en calcaire coquillier, paraissant remonter à l'époque mérovingienne, ont été découverts dans le sol de l'ancienne église de Domagné, en creusant les fondations de la nouvelle église. Trois étaient rangés, juxtaposés, devant l'autel du transept méridional. On a trouvé aussi des sarcophages formés de pierres ardoisières, disposées en forme de cercueil. Tous paraissent orientés de l'est à l'ouest, ou à peu près. On a trouvé des squelettes étendus sur plusieurs sarcophages, ce qui conduit à penser que des inhumations successives ont eu lieu dans cette église, et que les corps inhumés en dernier lieu étaient dans des cercueils en bois. (...) Les ossements retirés de ces fouilles ont été inhumés dans le nouveau cimetière »

La paroisse de Domagné existait déjà au XIIe siècle, les premiers documents écrits l'évoquant datent du début du XIIIe siècle, notamment dans un aveu de 1207 Robert de Domagné reconnaît la possession du bois de Pierre-Blanche et des prairies de la Russerie par les moines du prieuré Sainte-Croix de Vitré. En 1244, des religieux de ce prieuré contestèrent à Raoul de Domagné le droit de bouteillage que celui-ci prétendait exercer à leur encontre et parvinrent à s'en libérer.
La seigneurie du Plessis-Raffray, dont le manoir fut originellement la demeure des sires de Domagné (au XIIIe siècle, Robert de Domaigné est écuyer du roi saint Louis et l'accompagne lors des Septième et Huitième croisades ; Guy de Domaigné dont le gisant se trouve dans le temple de La Guerche-de-Bretagne, appartint ensuite successivement aux familles Le Vayer, de Maillé, Vay, de Laval, Landais (pendant le dernier quart du XVe siècle, elle appartint à Pierre Landais), L'Espervier (une famille noble qui possédait aussi Launay en Chantenay ; Jean L'Espervier, après des études à Nantes fut successivement évêque de Saint-Brieuc, puis de Saint-Malo ; il mourut en 1486), Le Roy (en 1515, Raoul Le Roy, anobli par le roi François Ier achète le château du Plessis-Raffray  à François de L'Épervier), Gaultier (anoblis en 1572 ; en 1577, les Gaultier, seigneurs du Chesnay possèdent cette seigneurie qu'ils ont acheté à Bertrand d'Argentré ; par exemple en 1588 Pierre Gautier, seigneur du Plessis-Raffray, greffier au Parlement de Bretagne, fait construire en l'église Saint-Germain de Rennes l'autel de Saint-Pierre et y fonde une messe hebdomadaire, prévoyant sa sépulture à côté de cet autel), d'Argentré (la famille d'Argentré la récupère par mariage au début du XVIIe siècle), de Poix (Christophe de Poix, seigneur de Fouesnel, de Brécé, de La Valette, en est le seigneur vers 1536 et son arrière-petit-fils Jean-Baptiste de Poix en est encore le seigneur en 1678), Rosnyvinen (Pierre-Marie de Rosnyvinen, marquis de Piré, né en 1739, décédé en 1802, fut le dernier seigneur du Plessis-Raffray).
Domagné possédait de nombreux autres manoirs, notamment ceux de Villayer, de Barguigné, de la Pouardière, du Bois-Hubert, de la Fosse-Louvière, des Chesnayes, de Mouligné, de la Hutière, de la Rabaudière (possédé en 1513 par François Rabaud), de Neuville (possédé entre 1427 et 1513 par la famille de Neuville, puis par la famille Le Seneschal, seigneurs de La Valette) ; les seigneurs de ces manoirs disposaient du droit de haute justice.

### Les Templiers
Vers 1250, Raoul III de Retz donna Le Plessis-Raffray aux Templiers. Ce legs fut contesté lors de sa mort en 1252 par son héritier Gérard Ier Chabot (1197-1264), mais ce dernier fut débouté par l'abbé de l'Église Notre-Dame-la-Grande de Poitiers, choisi comme arbitre.

### Époque moderne
L'ancienne église Saint-Pierre de Domagné datait des XVe siècle et XVIe siècle ; c'était « une simple nef à chevet droit, accostée d'une double chapelle au Nord et d'une simple chapelle au Midi ; quelques fenêtres flamboyantes ornant ces chapelles étaient jadis ornées de verrières peintes malheureusement détruites. (...) Le chœur et la sacristie furent bâtis en 1718 et 1722, et le bas de la nef en 1766 ». Guillotin de Corson précise que les droits de fondation et de prééminence dans cette église appartenaient aux seigneurs du Plessis-Raffray et que l'une des chapelles dépendait de la seigneurie de Neuville.
Plusieurs chapelles existaient alors dans la paroisse : celle de Lourme (une fondation des seigneurs du Plessis-Raffray), du Plessis-Raffray (elle existait encore en 1678), de la Pouardière (construite dans son manoir en 1657 pa Mathurin de Mannoury), toutes déjà détruites avant 1880, et Saint-Sauveur, laquelle desservait le manoir de la Rabaudière (elle existait déjà en 1614 et fut reconstruite au début du XVIIIe siècle ; elle existait encore vers 1880, mais n'était plus desservie.
En 1589, le château du Plessis-Raffray fut un temps pris par les soudards de La Tremblaye qui combattaient les Ligueurs pour le compte du roi Henri IV.
Pendant les Guerres de la Ligue, probablement en 1591 « M. de Châteauneuf prist la maison du Plessix-Raffray avecq un nombre de butin et plus de trente prisonniers ligueurs qui estoient au duc de Mercœur ». « Champeaux, Châtillon, Izé, Étrelles, La Guerche, Domagné, Châteaugiron furent dévastés par les marches et collision [combats] des deux partis ».
Dans un aveu, daté du 25 octobre 1678, Guillaume Davy, « proche le village du Désert en Piré » reconnaît « leur seigneur [du Plessis-Raffray] estre seigneur supérieur et fondateur en l'église et cimetyère de la paroisse dudit Dommaigné en laquelle seigneurye il a droit de haute, moyenne et basse justice dont il a de tout temps immémorial marque à quatre pots sur le bord de la lande de Dommaigné, droit de cep et collier, de police en ses proches et arrière-fiefs, droits de coustumes et levaige particulier au jour et feste de la Saint-André, jour de foire en ladite paroisse, qui est de lever une pièce de chaque sorte expozée en vente audit bourg et aux environs d'ycelluy sur les marchans merciers y étallant ».
Un chemin des saulniers (emprunté par les faux-sauniers pratiquant la contrebande du sel entre la Bretagne et le Maine, pays de gabelle, passe à la limite des communes de Veneffles (désormais annexée par la commune de Châteaugiron) et d'Ossé avec celles de Chaumeré (désormais annexée par la commune de Domagné) et Saint-Aubin-du-Pavail, puis, après avoir traversé Domagné, passe à la limite de celle de Cornillé avec celles de Torcé et Louvigné-de-Bais avant de rejoindre, via Étrelles et Argentré-du-Plessis, Le Pertre. Ce chemin des saulniers est d'origine ancienne, c'est probablement une ancienne voie romaine ; son tracé se lit encore très bien sur une carte, empruntant successivement de l'ouest vers l'est des tronçons des routes départementales D 93, D 104, D 35, à nouveau D 104 et enfin D 33.
Au milieu du XVIIIe siècle, le recteur de Domagné était « devenu le seul gros décimateur dans sa paroisse (...). Il jouissait, en outre, d'un presbytère avec jardin et pièces de terres appelées jadis "La Vigne". Le total de son revenu, de l'aveu même du titulaire en 1790, M. Lajat, était de 2958 livres », même s'il devait fournir chaque année 144 boisseaux de seigle à l'abbaye de Saint-Sulpice, 64 boisseaux de seigle et autant d'avoine à l'Hôtel-Dieu de Vitré, 8 boisseaux de froment à l'abbaye de la Meilleraye, 311 livres de décimes, etc.
Domagné possède depuis longtemps une étude notariale :Luc Vissault fut notaire à Domagné entre 1778 et 1808, ainsi que Joseph Cadieu entre 1791 et 1808. Au XIXe siècle, en 1879 Jean Le Gac succède comme notaire à Mesnil, décédé.

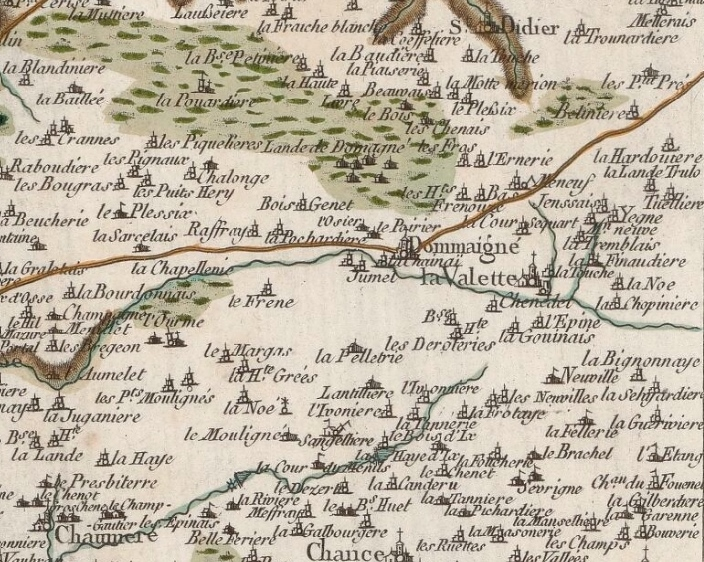
Carte de Cassini des paroisses de Domagné et La Valette (1785).

Vers 1778, Jean-Baptiste Ogée décrit ainsi Domagné (l'auteur cite comme maisons nobles Montigné, le Plessis-Raffray, la Rabaudière, la Pouardière) :

« Domaigné, à 4 lieues à l'Est de Rennes son évêché, et à trois lieues trois-quarts de Vitré, sa subdélégation. Cette paroisse ressortit (...) au siège présidial de Rennes. On y compte environ 1400 communiants. Son territoire, couvert de buissons et d'arbres à fruits pour le cidre, forme une plaine dont les terres sont assez bien cultivées et fertiles en toutes sortes de grains. Il renferme un bois-taillis qui est très étendu. »

En 1782, les généraux [assemblées paroissiales] de Saint-Jean-sur-Vilaine, Saint-Didier, Domagné, Châteaubourg, Broons, Servon et Brécé se plaignent : « la corvée des grands chemins [la route de Rennes à Paris] est un fardeau d'autant plus onéreux pour les habitants des campagnes qu'ils y sont les seuls assujettis, qu'ils sont forcés de se livrer à un travail qu'elle exige dans les tems [temps] de l'année les plus précieux pour eux ».

### Révolution française
Le 5 avril 1789, la paroisse de Domagné rédigea son cahier de doléances.
Pierre-Michel Lajat, recteur de Domagné entre 1778 et 1789, et son vicaire Marchand, qui refusèrent de prêter serment à la Constitution civile du clergé furent déportés à l'Île d'Oléron ; N. Blot, recteur de Domagné, fut prêtre insermenté en 1791 et émigra à Jersey en 1792.
Il y eut une compagnie chouanne à Saint-Didier, une autre à Saint-Jean-sur-Vilaine et une autre à Domagné ; une bataille eut lieu à Domagné, probablement en mai 1795, opposant des membres de la "colonne de Saint-Didier et de Pocé", qui dépendait de la "division de Vitré" de l'Armée catholique et royale de Rennes et de Fougères et des Chevaliers catholiques (ce combat fit cinq morts et plusieurs blessés dans leurs rangs) à l'armée révolutionnaire.
Toutefois une partie de la population de la commune était, semble-t-il, favorable aux changements apportés par la Révolution française, surtout après la fin de la Terreur. La principale fête révolutionnaire est celle célébrant l'anniversaire de l'exécution de Louis XVI, accompagnée d'un serment de haine à la royauté et à l'anarchie, fêtée à partir de 1795.

### LeXIXesiècle

#### L'annexion de l'ancienne commune de La Valette

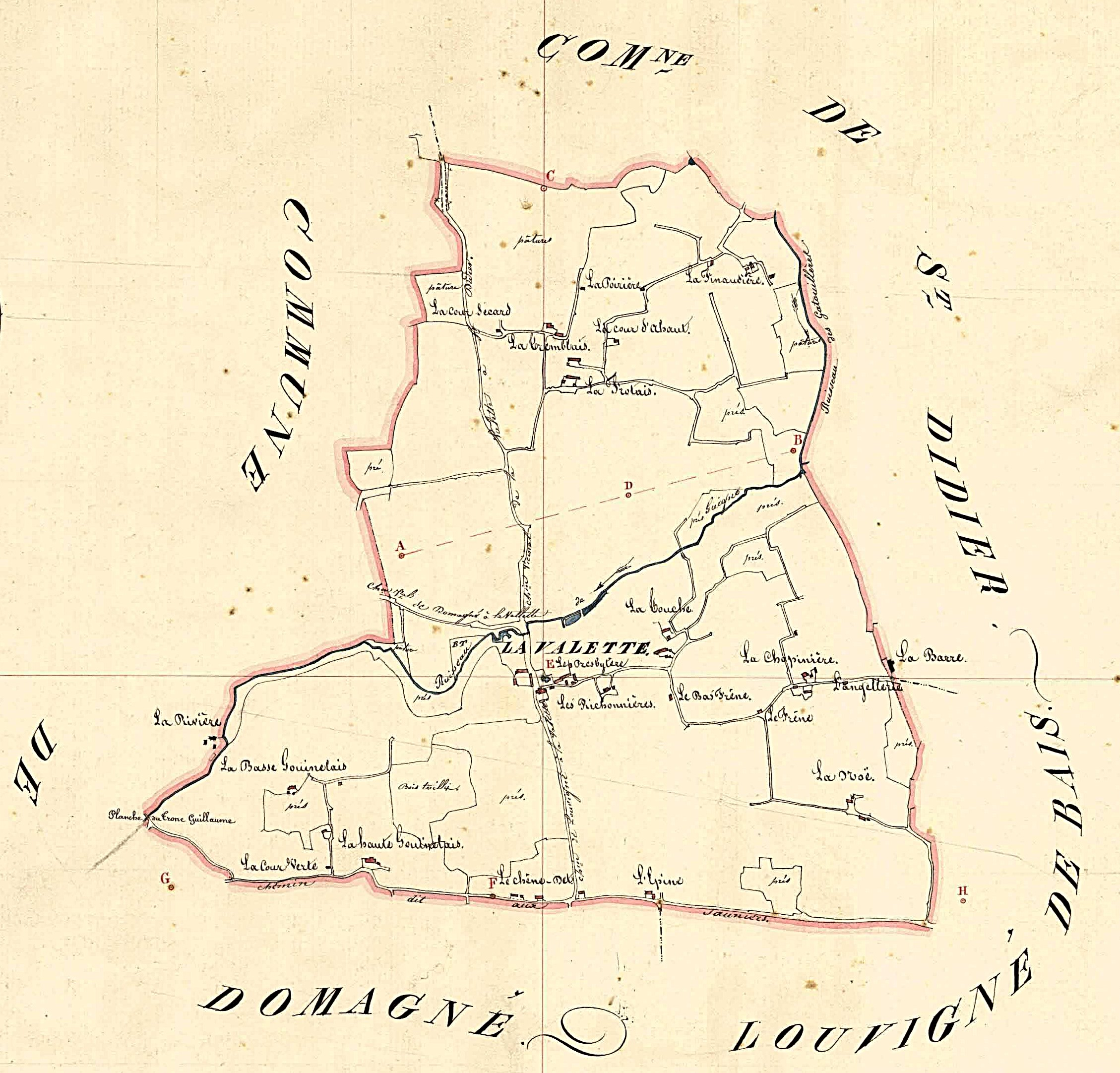
Plan cadastral de la commune de La Valette en 1830 (tableau d'assemblage).

En 1839, la commune de Domagné « demande l'annexion à son territoire de la petite commune de La Valette. La commune de La Valette s'y oppose. (...) La commission, considérant que toutes les formalités voulues par la loi ont été remplies, que la commune de La Valette a moins de trois cents habitants, que son bourg n'est qu'à un kilomètre de Domagné, que déjà elle est confondue avec cette commune, quant au spirituel, et que cette confusion la fait profiter de l'église, du presbytère et du cimetière de Domagné, sans qu'on puisse légalement la contraindre à contribuer à leurs reconstruction ou entretien, que la réunion économisera les sommes consacrées à l'administration de la commune de La Valette ; que cette commune du reste ne possédant pas de biens, son opposition est sans motifs légitimes, conclut à ce que la réunion soit appuyée par le Conseil ».
En 1840, la commune de La Valette, aujourd'hui simple lieu-dit, est rattachée à la commune de Domagné.

#### Les autres faits survenus pendant leXIXesiècle

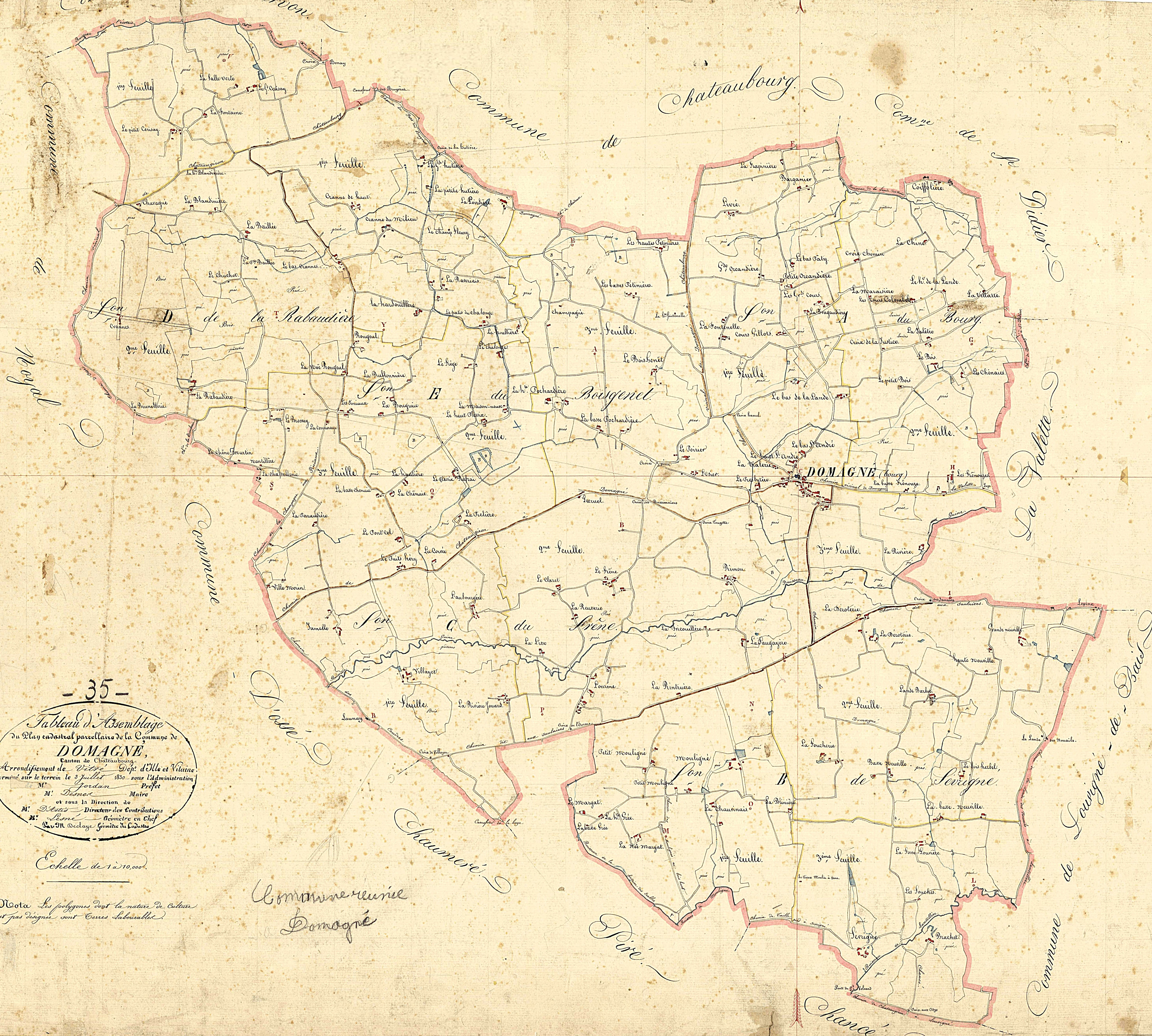
Plan cadastral de la commune de Domagné en 1830 (tableau d'assemblage).

A. Marteville et P. Varin, continuateurs d'Ogée, décrivent ainsi Domagné en 1843 :

« Domagné (sous l'invocation de Saint-Pierre-ès-Liens), commune formée par l'ancienne paroisse du même nom, aujourd'hui succursale ; chef-lieu de perception. (...) Principaux villages : le Petit et le Grand-Cerisay, Haut et Bas-Crannes, les Pétinières, le Bois, les Frenouses, la Deroterie, Haute et Basse-Neuville, la Chauvinais, l'Ourme, le Fresne, le Puits-Héry, la Rabaudière, la Blandinière, la Tremblais, la Chopinière, la Gouisselais. Maisons remarquables : le Plessis-Raffray, Villayet, Mouligné, Sévigné. Superficie totale : 2617 ha (...) dont terres labourables 1908 ha, prés et pâtures 372 ha, bois 113 ha, vergers et jardins 41 ha, landes et incultes 100 ha (...). Moulin : 1 (de Sévigné). (...) Géologie : porphyre à 1 km dans le nord-ouest, quelques noyaux de calcaire tertiaire, ou marbre grossier, aux environs du bourg. On parle le français [en fait le gallo]. »

En 1856 est achevé l'aménagement du chemin no 38 (actuelle route départementale 95) allant de La Guerche à Saint-Aubin-du-Cormier (son tracé a été étudié à partir de 1848), afin de faciliter l'accès des communes traversées à la gare de Châteaubourg, mais l'état de cette route est à nouveau qualifié de « déplorable » en 1874.
Jean-Marie Liguet, surnommé "Père Magenta" participa à la guerre de Crimée ; il décéda en juillet 1911.
Domagné a possédé un temps un médecin : par exemple en 1881, Alexandre Pettier est médecin dans la commune, avant d'exercer ensuite à Louvigné-de-Bais. En 1902, la commune n'a pas de médecin.
Un domagnéen, Jean Ragot, né le 21 octobre 1834, soldat du 94e régiment d'infanterie, dût être amputé d'un bras à la suite d'une blessure reçue lors de la bataille de Gravelotte pendant la Guerre franco-allemande de 1870.
En 1882, l'école laïque de garçons de Domagné est qualifiée de bonne école.
En 1883 est approuvé le trace du chemin de grande communication no 105 dans sa traversée de la commune de Domagné, mais des désaccords se manifestent à propos de son tracé dans la traversée du bourg.
Le 18 août 1890, une tornade d'une extrême violence traversa notamment les communes de Piré-sur-Seiche et Domagné : elle « ravagea en quelques minutes une zone longue de 16 kilomètres et large de 600 à 800 mètres, dirigée du sud-ouest au nord-est. (...) Avec cela un roulement continu de tonnerre, mais sans coups violents. Dix hommes qui travaillaient dans un champ voisin ont vu aussi des éclairs rasant le sol et ont été violemment roulés à terre. (...) Sur tout le parcours de la tornade, une multitude d'arbres ont été brisés d'une manière qui ne peut être attribuée qu'à l'action du vent. ».
Vers 1900, la commune de Domagné possède une école publique, deux écoles privées (tenues par les Sœurs de Saint-Vincent-de-Paul), un notaire, un percepteur, un receveur-buraliste des contributions indirectes, un bureau de bienfaisance. Une foire s'y tient le 3e samedi d'avril. L'ancien manoir du Plessis-Raffray est alors en ruines, ce qui n'est pas le cas de celui de Mouligné.

### LeXXesiècle

#### La Belle Époque
Par décret en date du 1er septembre 1909, les biens ayant appartenu à la fabrique de Domagné, qui étaient placés sous séquestre depuis la querelle des Inventaires, sont attribués au bureau de bienfaisance de Domagné.
En 1905, un rapport du Conseil général d'Ille-et-Vilaine signale que la commune de Domagné  est « encore dépourvue d'école publique de filles (...) de sorte que les jeunes filles sont réduites à suivre les cours de l'école libre ». L'école publique des filles de Domagné est construite en 1910, sa construction ayant été approuvée en 1907.
La création d'un établissement de facteur receveur (bureau de poste) à Domagné est décidée le 1er mai 1912.
L'Union sportive domagnéenne existait déjà en 1912 et poursuivit son activité pendant l'Entre-deux-guerres. L'association "La Domagnéenne", qui s'occupe d'œuvres scolaires et périscolaires, est déclarée en préfecture d'Ille-et-Vilaine le 17 janvier 1928
L'école privée tenue par les Sœurs de la Charité de Saint-Vincent-de-Paul est fermé par décret ministériel en date du 30 juin 1914.

#### La Première Guerre mondiale

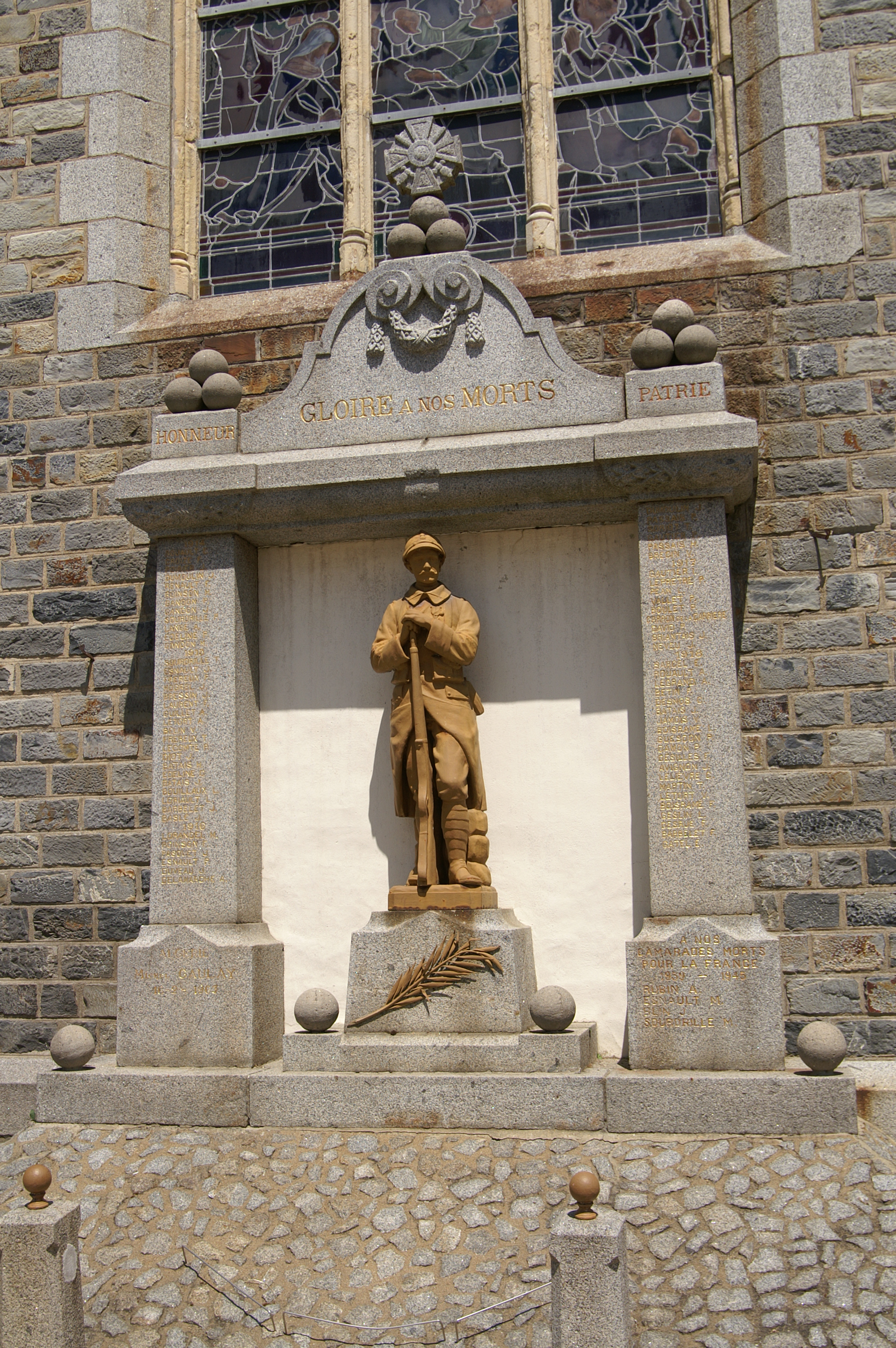
Le monument aux morts de Domagné

Le monument aux morts de Domagné porte les noms de 72 soldats morts pour la France pendant la Première Guerre mondiale. Parmi eux, deux (Pierre Gandon et Paul Sourdrille) sont tués à l'ennemi en Belgique, à Virton, dès le 22 août 1914 ; un (Jean Esnault) est mort en captivité en Allemagne.
La plupart des autres sont décédés sur le sol français : parmi eux Guy Marie Carron de la Carrière, décoré de la Médaille militaire et de la Croix de Guerre.
Charles Leborgne, soldat qui survécut à la Première Guerre mondiale, obtint sept citations à l'ordre de l'armée pendant le conflit et fut décoré de la Médaille militaire.
Domagné abrita un dépôt de convalescents militaires pendant la Première Guerre mondiale.

#### L'Entre-deux-guerres
Le monument aux morts est inauguré le 7 août 1921 ; ce fut l'occasion d'une grande fête.
Les Maisons Claires, une œuvre de bienfaisance reconnue d'utilité publique, envoya des enfants de familles miséreuses séjourner à Domagné à plusieurs reprises à partir de 1922.
Le 8 septembre 1929, une grande fête communale est organisée à Domagné à l'occasion de l'inauguration de l'arrivée de l'électricité dans la commune.
En 1931, la famille Horvais, qui avait 9 enfants, reçut le prix Cognacq-Jay.
En 1932, la route entre Domagné et Louvigné-de-Bais (chemins de grande communication 34 et 95) est goudronnée. Mais en novembre 1936, la route entre Châteaubourg et La Valette, en passant par le bourg de Domagné (actuels RD 95 et 34), est qualifié de « très dangereuse », elle est « trop bombée et glissante par suite du bitumage (...), cause de nombreux accidents. Cette route a plus de 35 cm de déclivité (...) en certains endroits, principalement entre le village des Frénousses et La Valette ». Le Conseil général d'Ille-et-Vilaine émet le vœu que « l'administration des Ponts et Chaussées recharge le côté droit des descentes des côtes afin que les voitures hippomobiles puissent circuler normalement sans risque d'accident ».
Le 26 novembre 1935, le car qui assurait la liaison Vitré-Rennes, en raison du brouillard et de la fumée s'échappant d'une boulangerie, entra en collision avec un camion à la sortie de Domagné en direction de Châteaubourg à hauteur de la ferme de la Vialerie. Tous les passagers furent blessés.
Une société de gymnastique dénommée "L'Étoile de Domagné" existait déjà en 1929 ; elle remporta en 1936 un prix d'excellence aux championnats de France.

#### La Seconde Guerre mondiale
Le monument aux morts de Domagné porte les noms de 4 soldats (J. Blin, M. Esnault, A. Rubin, Marcel Sourdrille) morts pour la France pendant la Seconde Guerre mondiale.

#### L'après Seconde Guerre mondiale
Michel Gaulay est mort pour la France pendant la guerre d'Algérie.
En 1973, la commune de Chaumeré, qui n'avait plus qu'une centaine d'habitants, est unie à celle de Domagné, tout en conservant un statut de commune associée.
La cidrerie Louis Raison, au départ une entreprise familiale créée en 1946, parvint à se développer dans la décennie 1950 malgré la baisse de la consommation de cidre et la politique d'arrachage systématique de pommiers menée particulièrement à l'époque du gouvernement Pierre Mendès France ; elle employait une quarantaine de salariés au début de la décennie 1960 (produisant principalement le cidre "Doma") et plus d'une centaine la décennie suivante (grâce à une amélioration de la qualité du cidre produit, notamment la marque "Loïc Raison") appartint depuis 1983 au groupe Pernod Ricard (même si Louis Raison resta  à la tête de l'entreprise jusqu'en 1988), qui la revendit en 2002 au groupe coopératif "Cidreries du Calvados et La Fermière"; elle traite chaque année environ 35 000 tonnes de pommes à cidre. De nombreuses plantations de pommiers à cidre, mais aussi de pommiers produisant des pommes de table, se sont développées à Domagné, Chaumeré et leurs alentours.

### LeXXIesiècle
L'agriculture reste importante à Domagné, ce qu'illustre par exemple la création en l'an 2000 de la CUMA "La Cordiale" et l'essor de l'entreprise Cereco, qui produit notamment du muesli et autres céréales pour petits-déjeuners dans le cadre de l'agriculture biologique sous la marque "Grillon d'Or".

## Héraldique
| Blason | Blasonnement : D'argent au chevron de sable, accompagné de trois tourteaux de gueules. |

## Politique et administration

### Liste des maires
Les électeurs de la commune associée de Chaumeré désigne un maire délégué, qui siège au conseil municipal de Domagné.

### Écoles
La commune dispose de deux écoles :
- École privée Saint-Vincent-de-Paul
- École publique de La Glycine

### Équipements publics
- Salle des fêtes
- Domathèque
- Salle des sports
- Terrains de football
- Terrains de tennis
- Terrain multisports
- Caserne de pompiers de Domagné
- Chalet
- Salle de la Grange

## Démographie
L'évolution du nombre d'habitants est connue à travers les recensements de la population effectués dans la commune depuis 1793. Pour les communes de moins de 10 000 habitants, une enquête de recensement portant sur toute la population est réalisée tous les cinq ans, les populations de référence des années intermédiaires étant quant à elles estimées par interpolation ou extrapolation. Pour la commune, le premier recensement exhaustif entrant dans le cadre du nouveau dispositif a été réalisé en 2005.
En 2022, la commune comptait 2 439 habitants, en évolution de +7,49 % par rapport à 2016 (Ille-et-Vilaine : +5,46 %, France hors Mayotte : +2,11 %).
| 1793  | 1800  | 1806  | 1821  | 1831  | 1836  | 1841  | 1846  | 1851  |
| ----- | ----- | ----- | ----- | ----- | ----- | ----- | ----- | ----- |
| 1 685 | 1 804 | 1 825 | 1 986 | 1 967 | 1 924 | 2 131 | 2 087 | 2 005 |

| 1856  | 1861  | 1866  | 1872  | 1876  | 1881  | 1886  | 1891  | 1896  |
| ----- | ----- | ----- | ----- | ----- | ----- | ----- | ----- | ----- |
| 1 878 | 1 827 | 1 758 | 1 680 | 1 697 | 1 560 | 1 571 | 1 576 | 1 595 |

| 1901  | 1906  | 1911  | 1921  | 1926  | 1931  | 1936  | 1946  | 1954  |
| ----- | ----- | ----- | ----- | ----- | ----- | ----- | ----- | ----- |
| 1 538 | 1 521 | 1 537 | 1 246 | 1 263 | 1 256 | 1 206 | 1 230 | 1 212 |

| 1962  | 1968  | 1975  | 1982  | 1990  | 1999  | 2005  | 2006  | 2010  |
| ----- | ----- | ----- | ----- | ----- | ----- | ----- | ----- | ----- |
| 1 187 | 1 109 | 1 220 | 1 487 | 1 499 | 1 633 | 1 933 | 1 933 | 2 217 |

| 2015  | 2020  | 2022  | - | - | - | - | - | - |
| ----- | ----- | ----- | - | - | - | - | - | - |
| 2 290 | 2 422 | 2 439 | - | - | - | - | - | - |

Après avoir gagné 446 habitants (+ 26,5 % en 48 ans) entre 1793 et 1841, la population de la commune de Domagné a baissé régulièrement entre 1841 et 1968, perdant 1022 habitants (- 48,0 % en 127 ans) en raison d'un important exode rural. Le redressement démographique est spectaculaire depuis 1968 (+ 1158 habitants entre 1968 et 2013, soit un gain de + 104,4 % en 45 ans) et qui va s'accélérant (+ 634 habitants entre 1999 et 2013, soit un gain moyen annuel de + 45 habitants par an contre + 524 habitants entre 1968 et 1999, soit alors un gain moyen annuel de + 17 habitants par an), Domagné profitant désormais du dynamisme économique de l'ensemble du Pays de Vitré et de sa proximité de la métropole rennaise.
Le taux de natalité (16,6 pour mille entre 2008 et 2013) est nettement supérieur au taux de mortalité (3,8 pour mille entre 2008 et 2013) car la population domagnéenne est jeune (en 2013, les 0 à 19 ans représentent 23,1 % de la population alors que les 65 ans et plus n'en représentent que 12,0 %, d'où un taux d'accroissement naturel positif (+ 1,2 % l'an en moyenne entre 1999 et 2013) ; la population croît aussi en raison d'un taux d'immigration nette positif, même s'il s'est ralenti ces dernières années (+ 1,4 % l'an entre 1999 et 2008, + 0,7 % l'an entre 2008 et 2013).

## Économie
En plus des artisans et commerçants, certaines entreprises — principalement agroalimentaires — se sont établies à Domagné, parmi lesquelles :
- La cidrerie Loïc Raison (groupe Agrial)
- Deshyouest (coopérative de déshydratation) anciennement Coopédom à la suite de la fusion avec la Codema qui se situe à Changé (Mayenne)
- Céréco (céréales biologiques pour le petit-déjeuner)

### Plate forme de ferroutage
Un projet de plate-forme de ferroutage a été envisagé sur les communes de Châteaubourg, Domagné et Servon-sur-Vilaine. Ce projet de 250 hectares, pour un coût évalué à 12 millions d'euros était notamment porté par le conseil régional de Bretagne, le conseil général d'Ille-et-Vilaine et Vitré Communauté. Il a rencontré de fortes oppositions de la société civile, et lors de consultations il est ressorti :
- Domagné et le Pays de Châteaugiron Communauté étaient favorables au projet
- Servon-sur-Vilaine et Châteaubourg y étaient opposées

Aussi, en mars 2009, le Syndicat d'étude a été dissous et le projet abandonné.

## Lieux et monuments
On ne trouve aucun monument historique classé ou inscrit sur la commune.
Trois bâtiments sont inventoriés :
- L'église Saint-Pierre, reconstruite entre 1885 et 1888 sur les plans de l'architecte Gelly par l'entrepreneur Gandon. Elle est consacrée le 28 novembre 1888, à Domagné. Tympan du portail sculpté en 1888 par Charles Goupil. L'édifice n'a jamais reçu de flèche[125].
- L'église Saint-Médard, XVIIe siècle, à Chaumeré[126].
- La cidrerie Louis Raison[127].

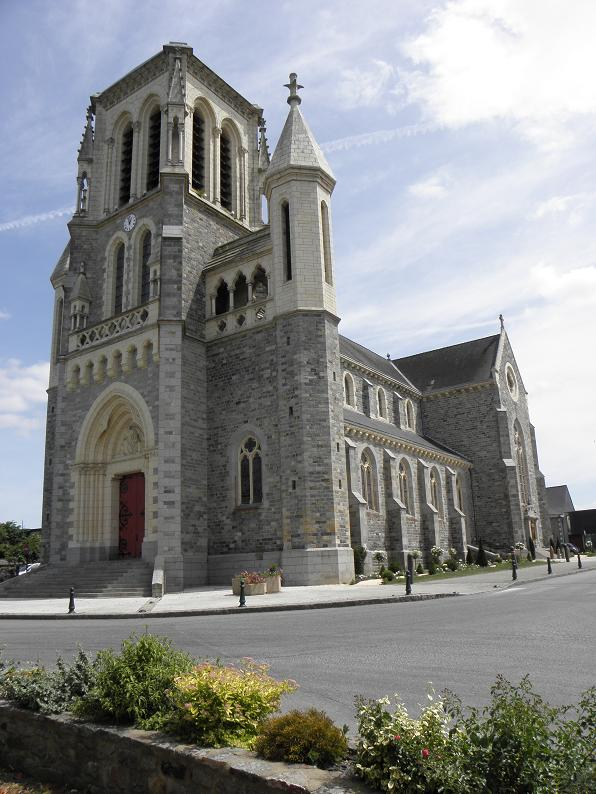
L'église Saint-Pierre de Domagné.
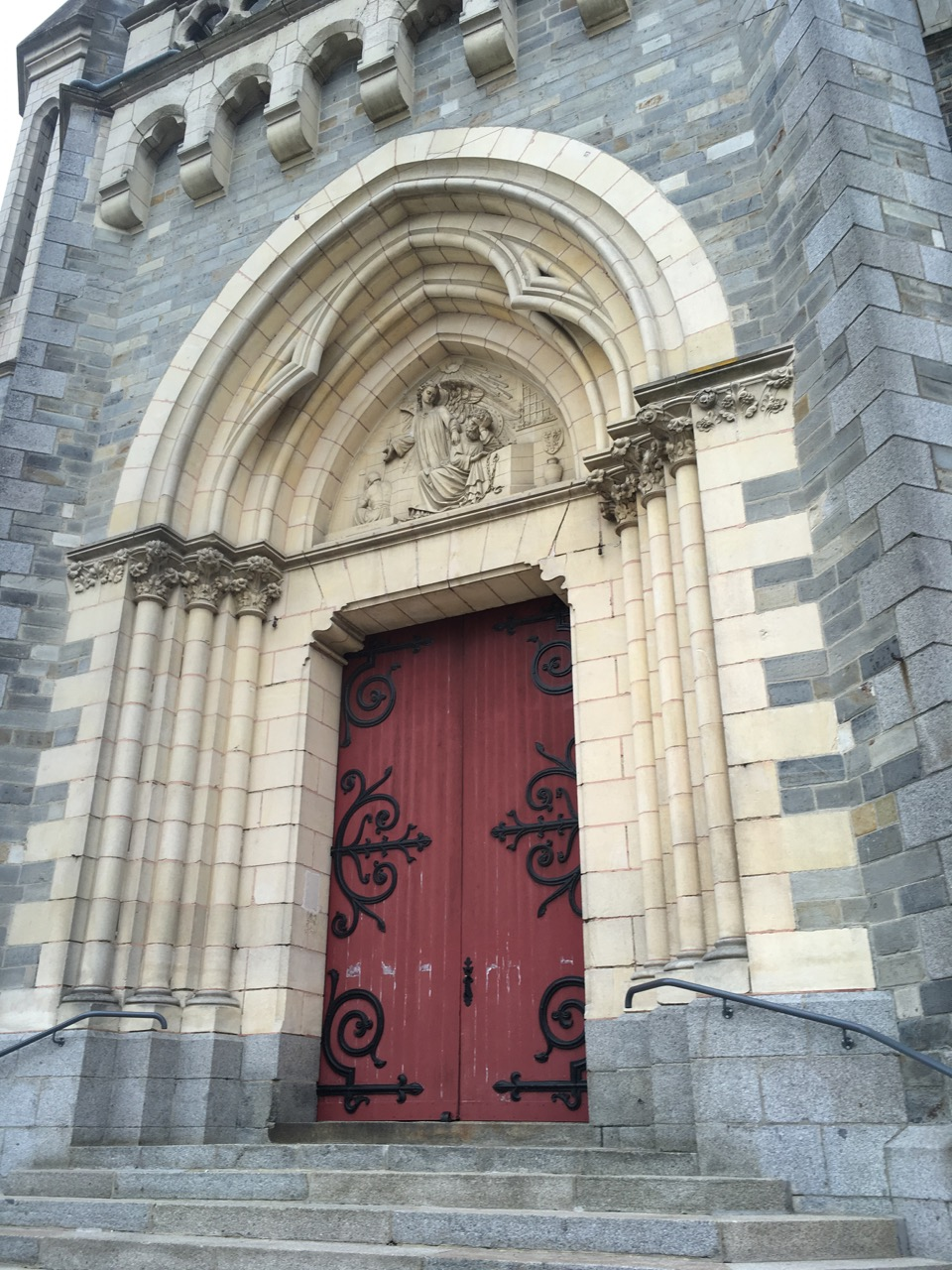
Tympan du portail de Charles Goupil
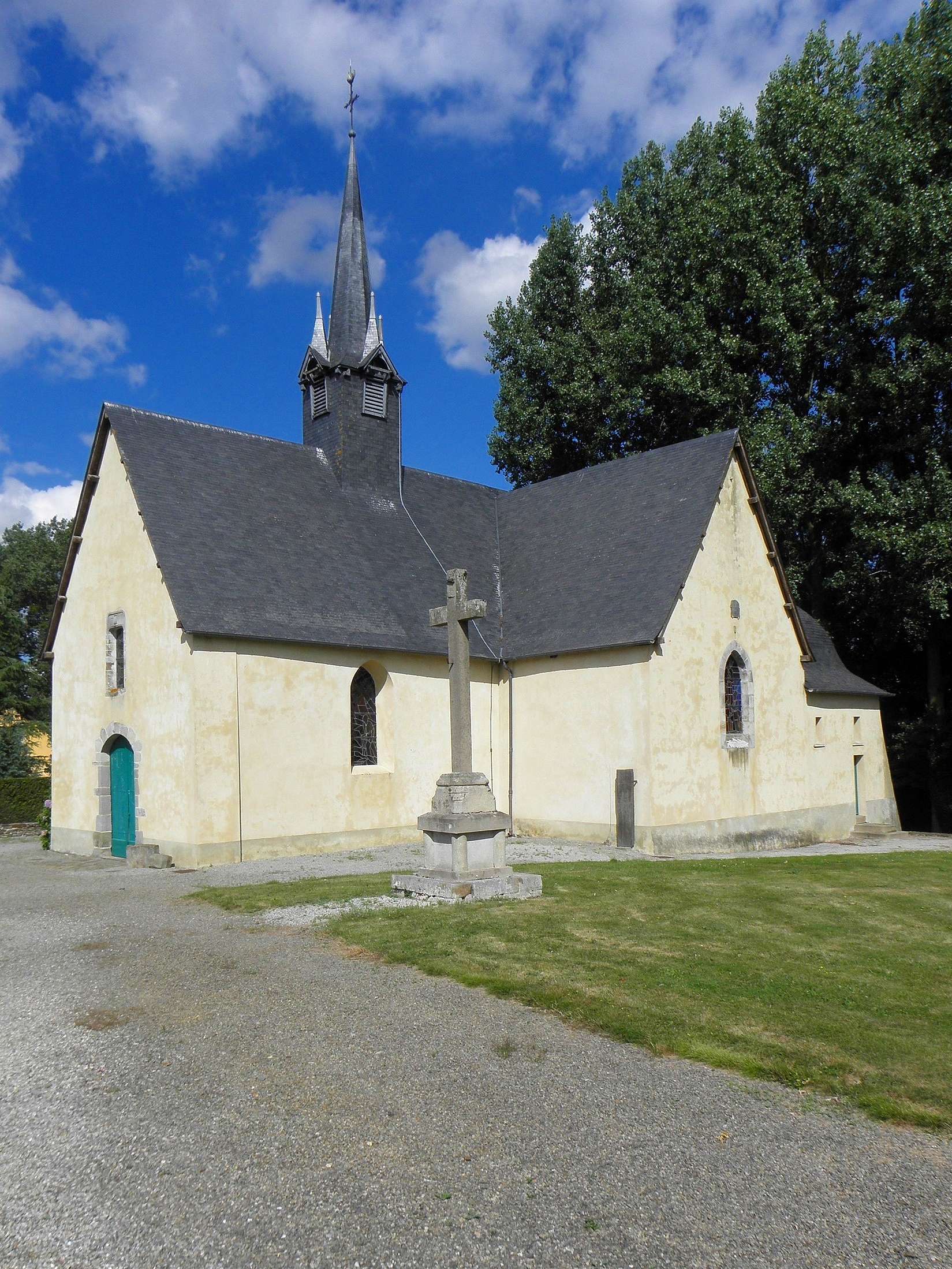
L'église Saint-Médard de Chaumeré.

- La "promenade Henri Chesnais" qui regroupe 13 miniatures réalisées de 1992 à 2012 par Henri Chesnais, agriculteur de Domagné. Longtemps visibles dans le jardin de l'ancienne ferme du Claret, elles sont rassemblées depuis 2016 le long des vallons dans le bourg de la commune. Les 13 miniatures exposées sont : le Phare d'Ar-Men, les bateaux du Vendée Globe, la Tour Solidor, la chapelle de la Peinière, la basilique de Lourdes, le château de Chambord, le château de Lassai-Les-Châteaux, le Parlement de Bretagne, le Pont du Gard, le château de Châteaugiron, le Mont Saint-Michel, l'église de Domagné et la ferme caussenarde de Lozère.

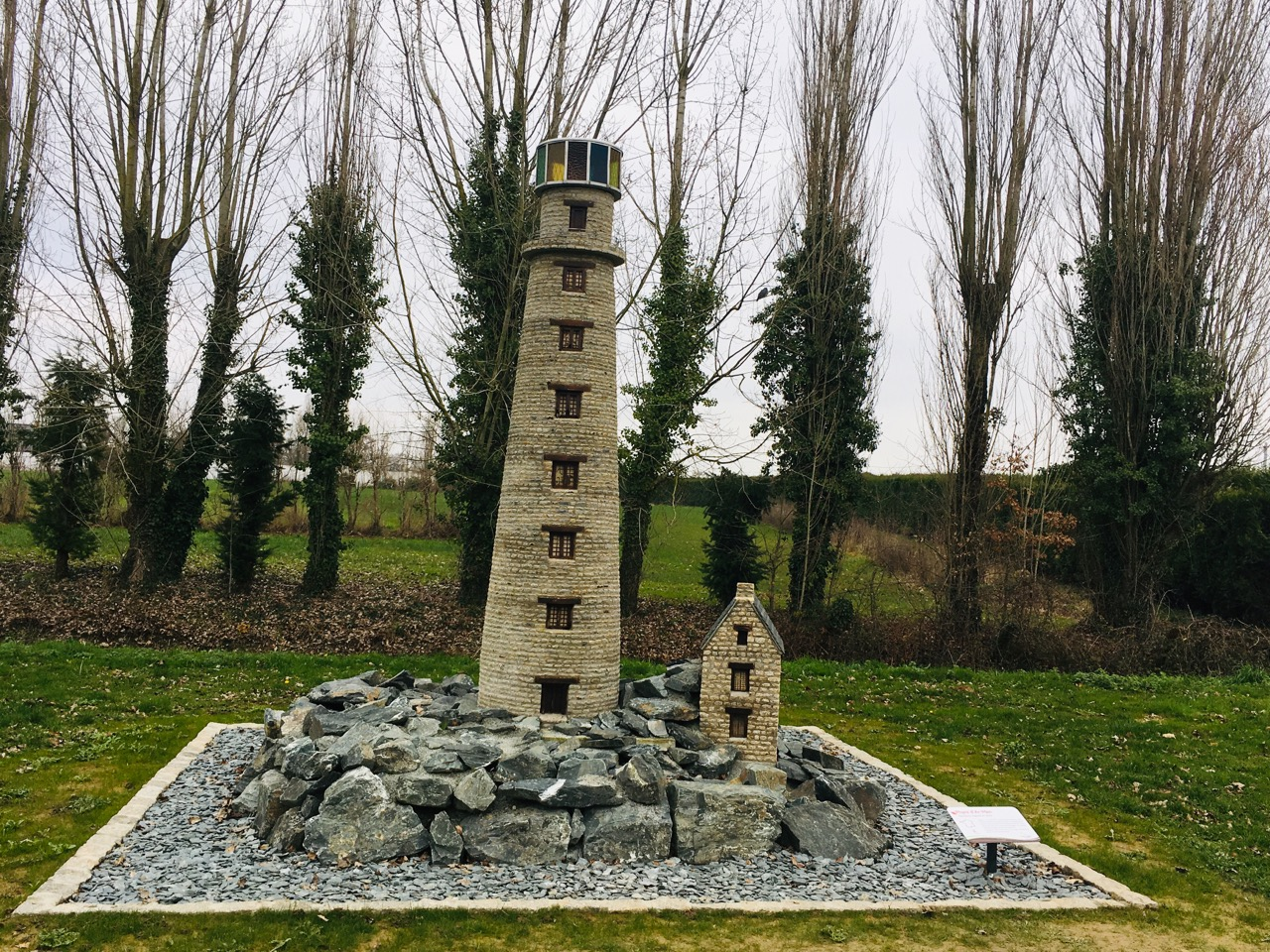
Phare Ar-Men
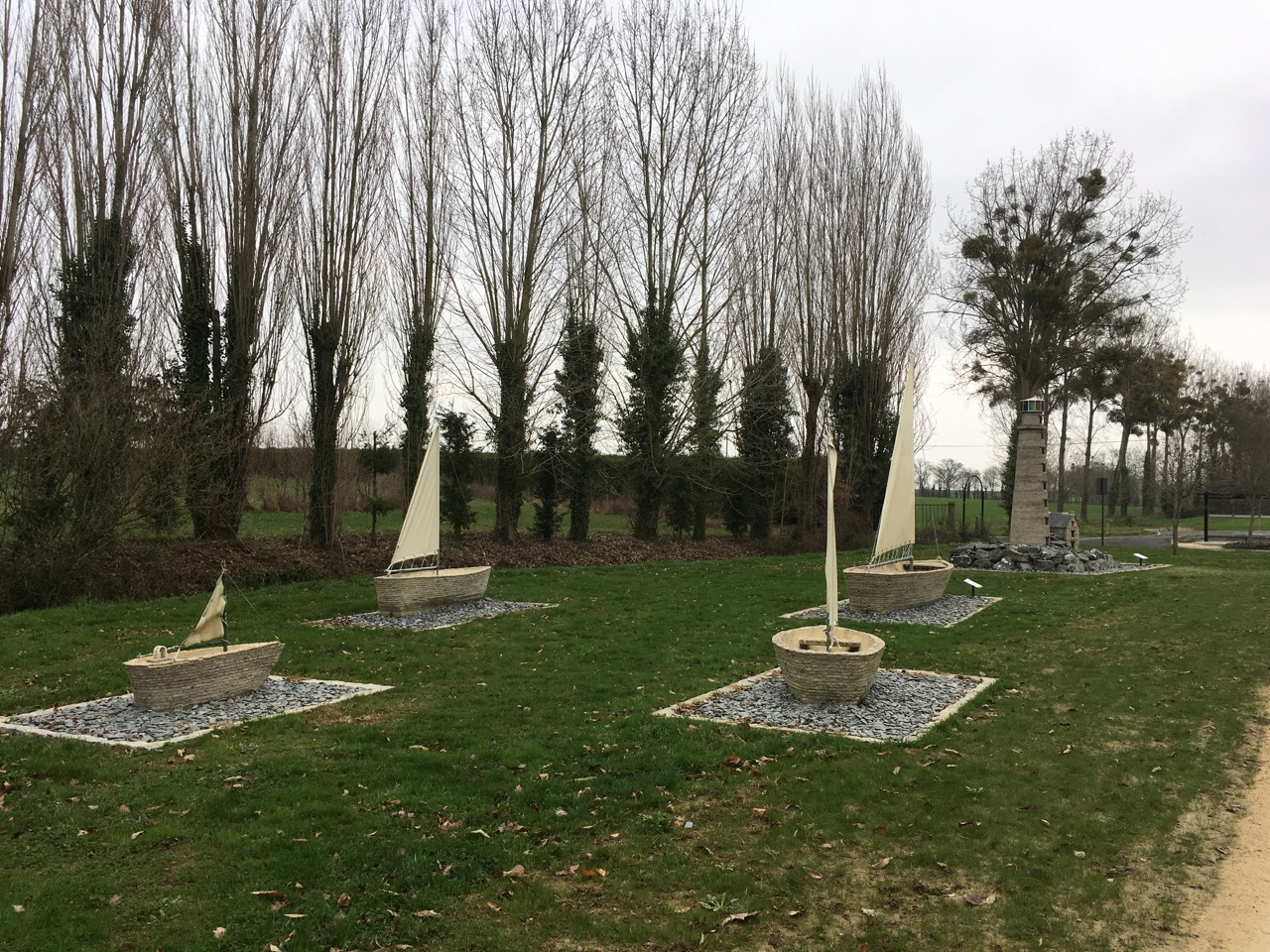
Bateaux du Vendée-Globe
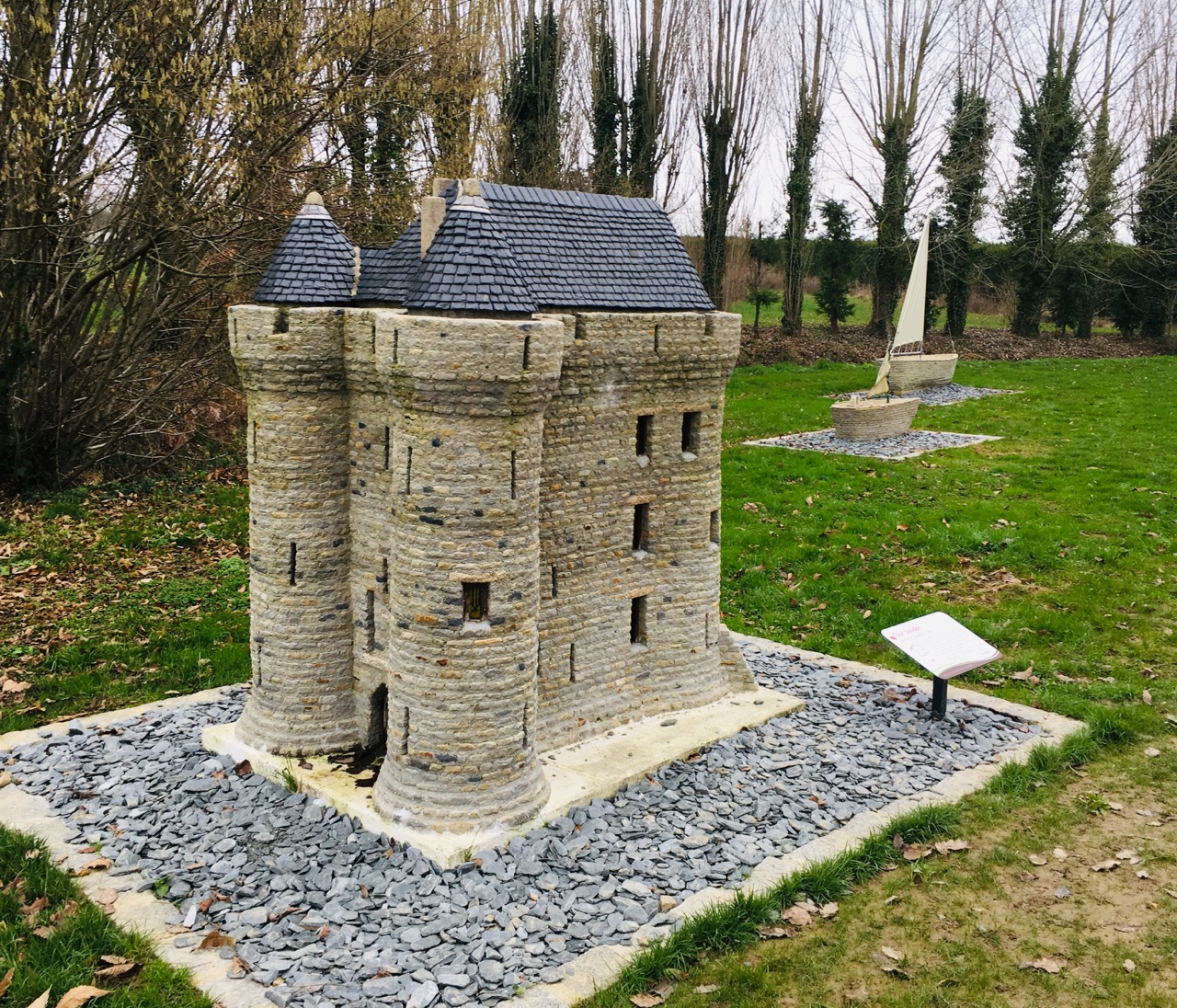
Tour Solidor
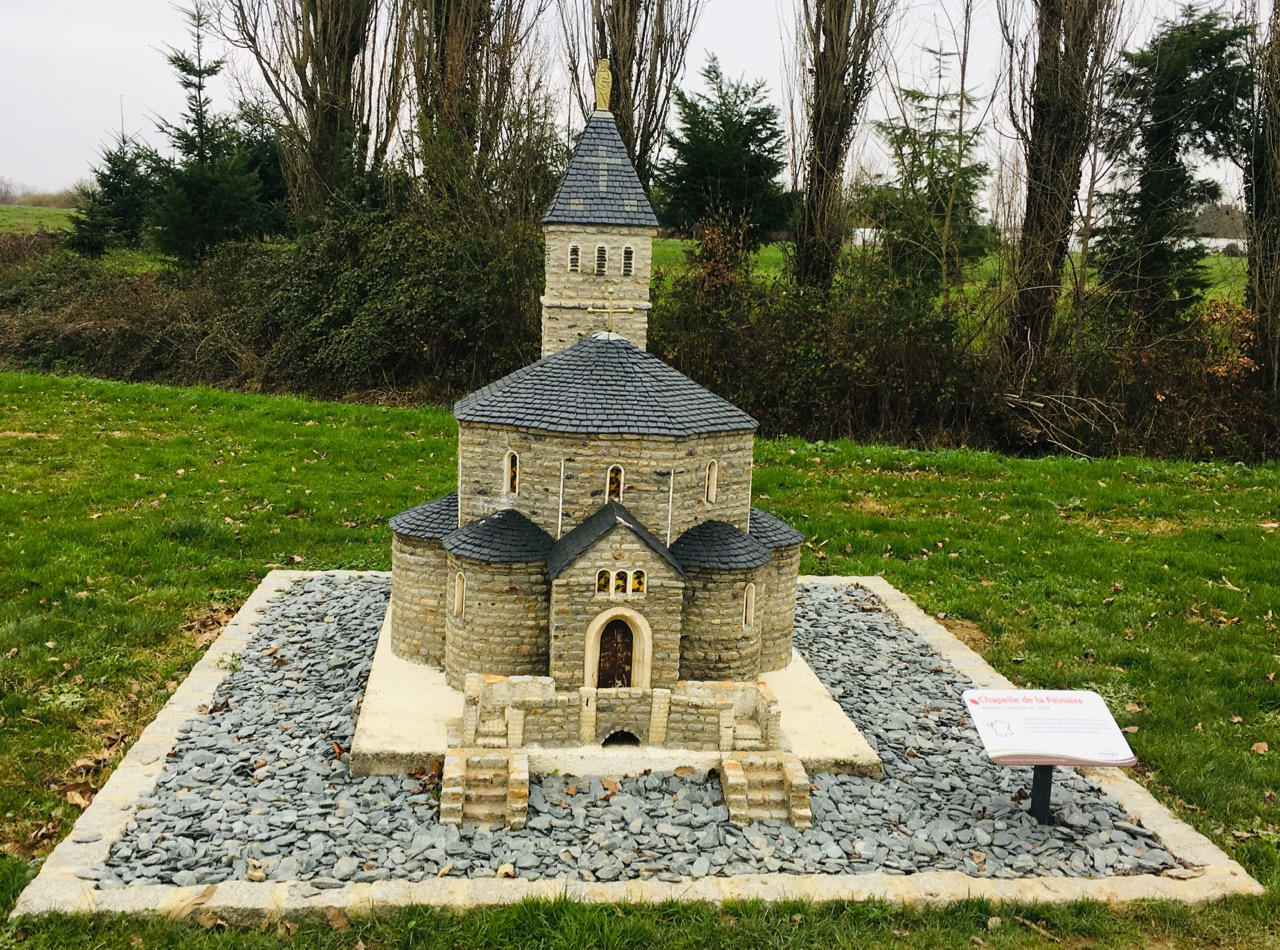
Chapelle de la Peinière
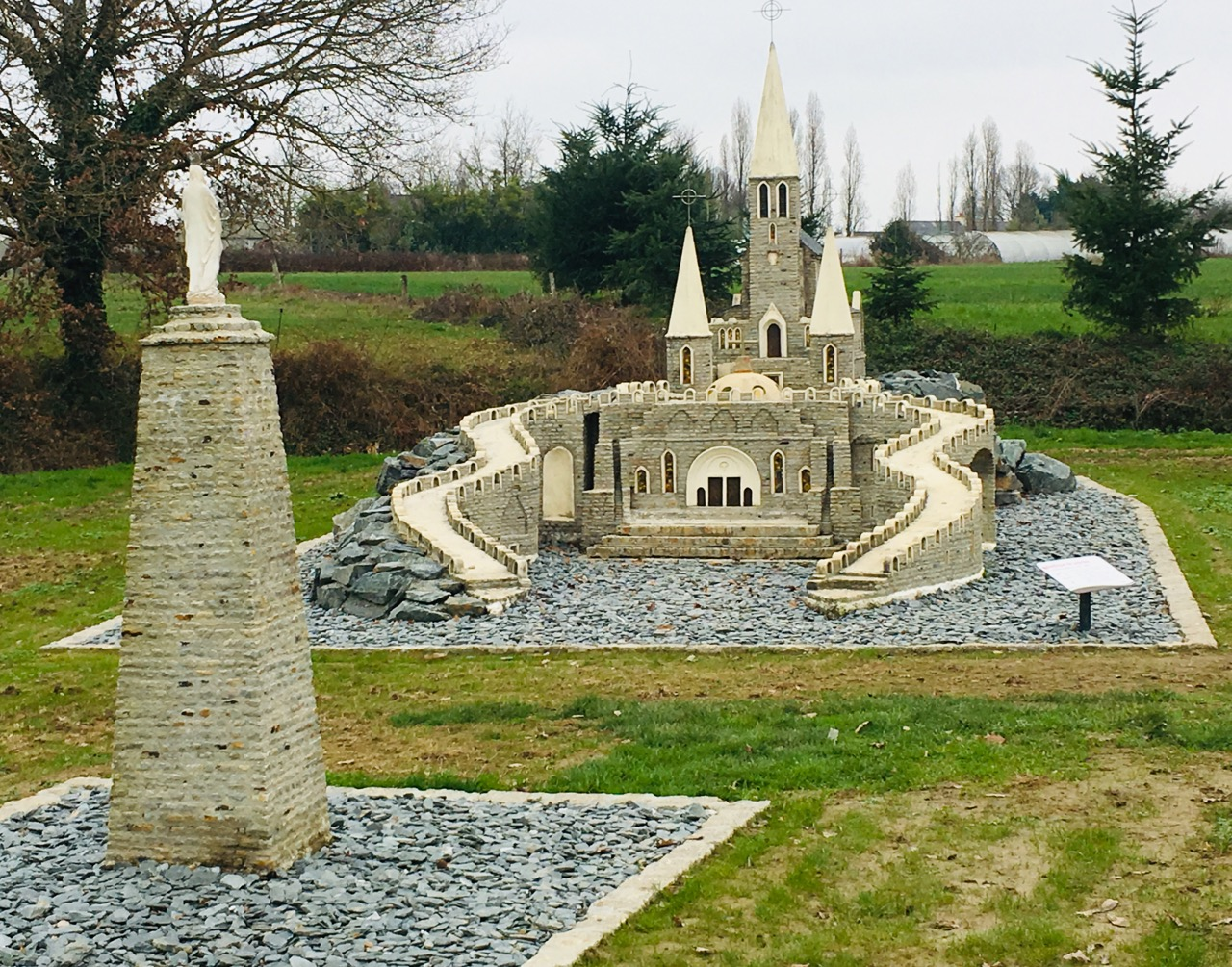
Basilique Notre Dame de Lourdes
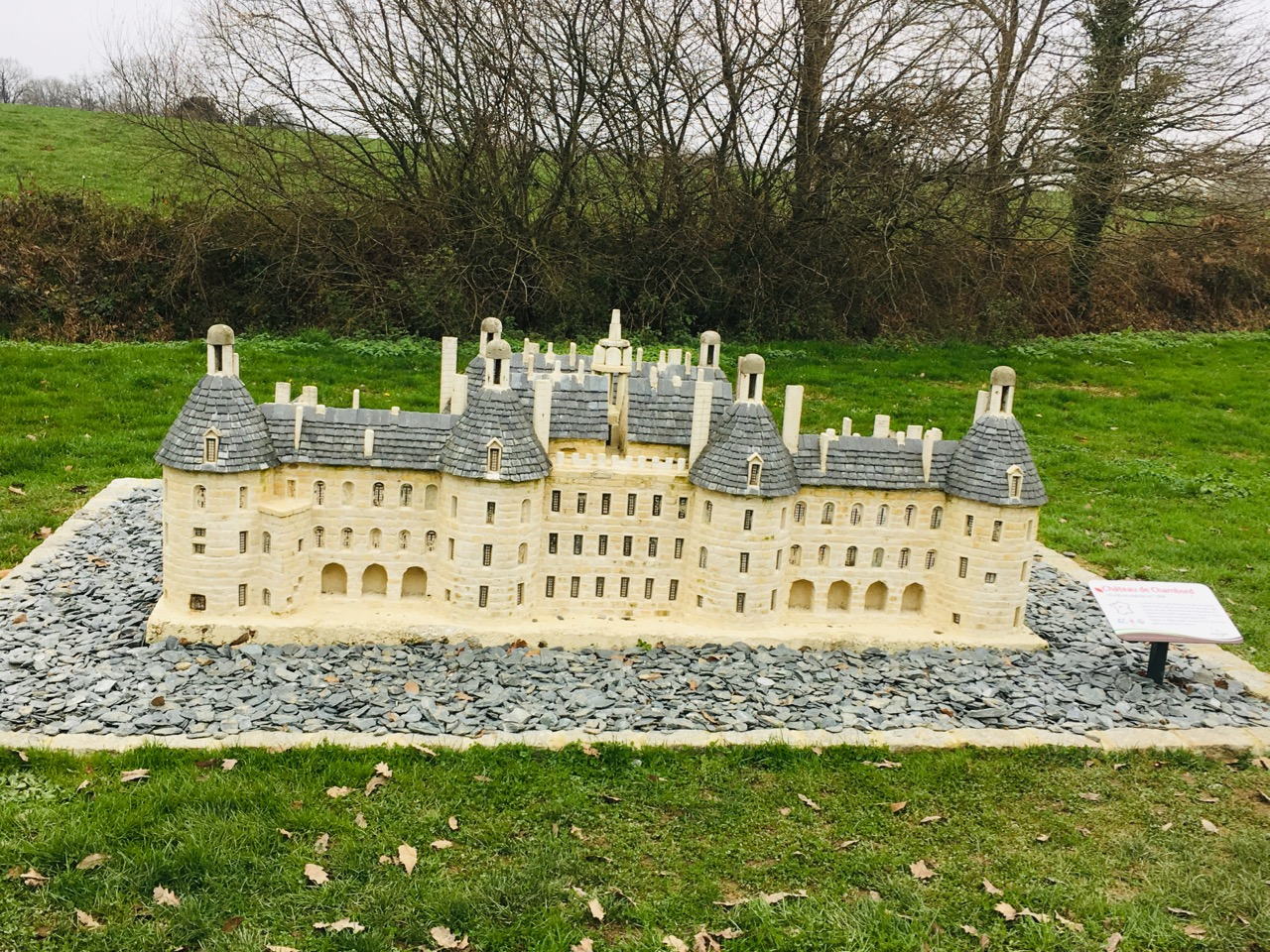
Château de Chambord
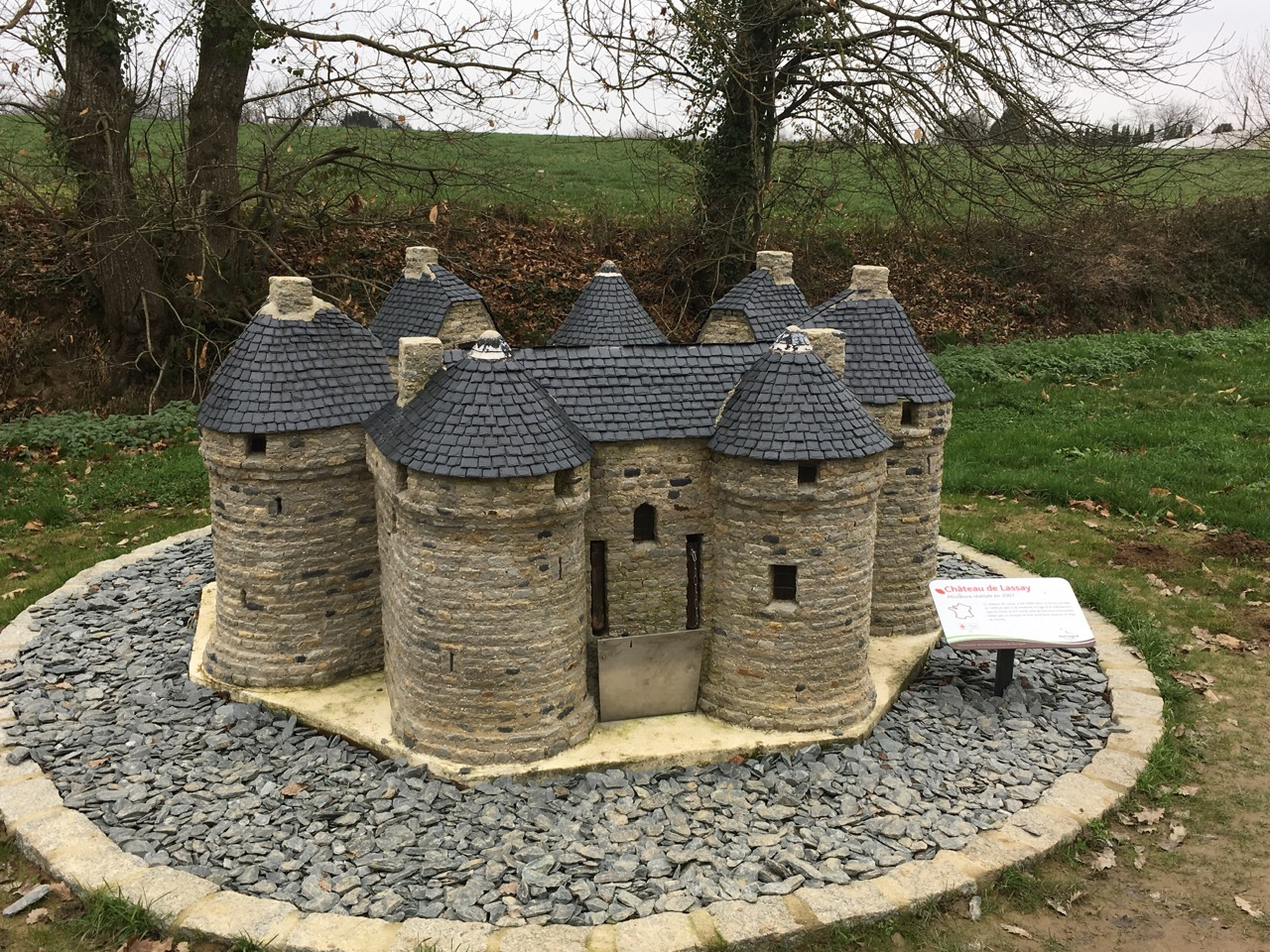
Château de Lassay
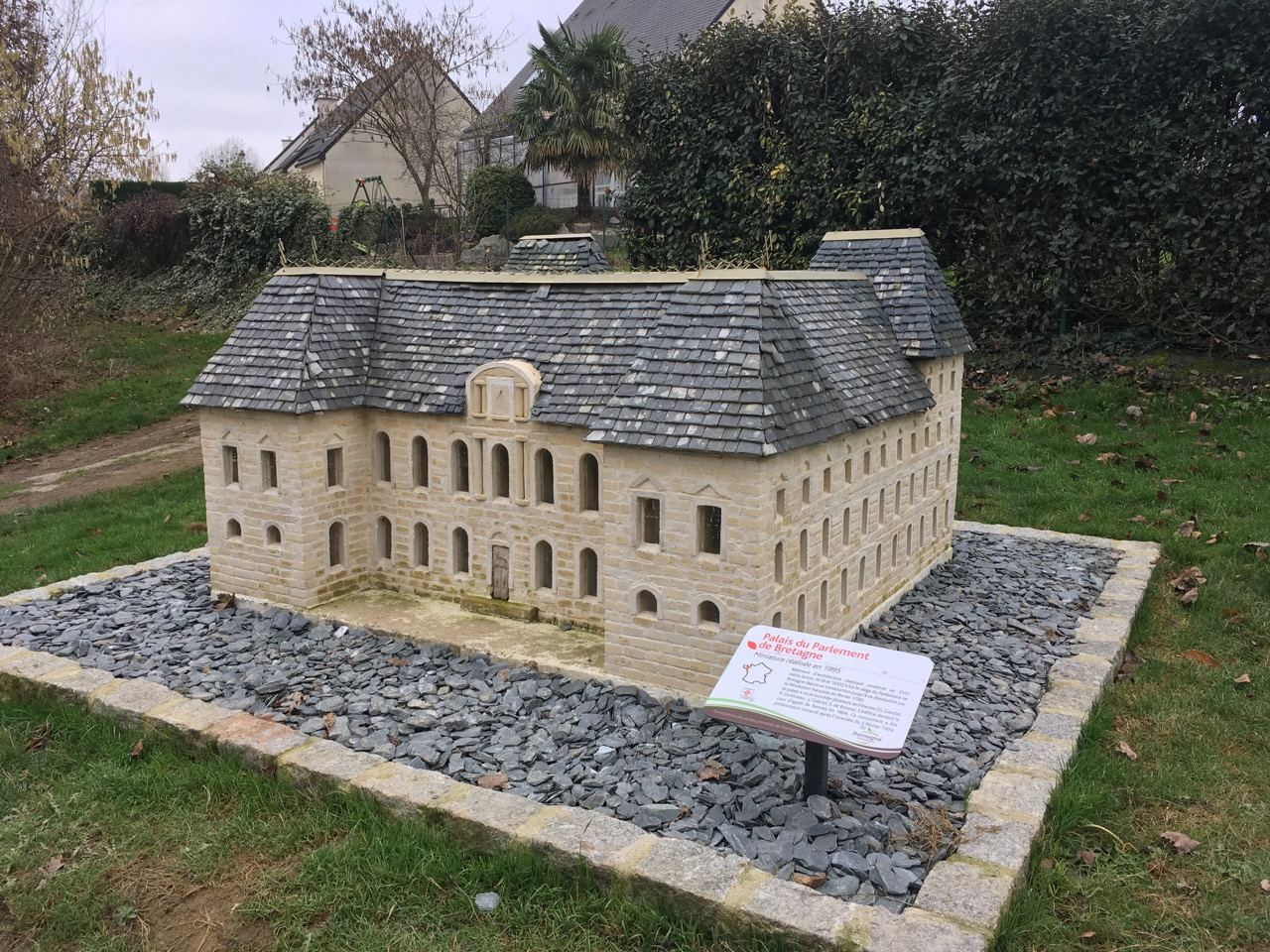
Parlement de Bretagne
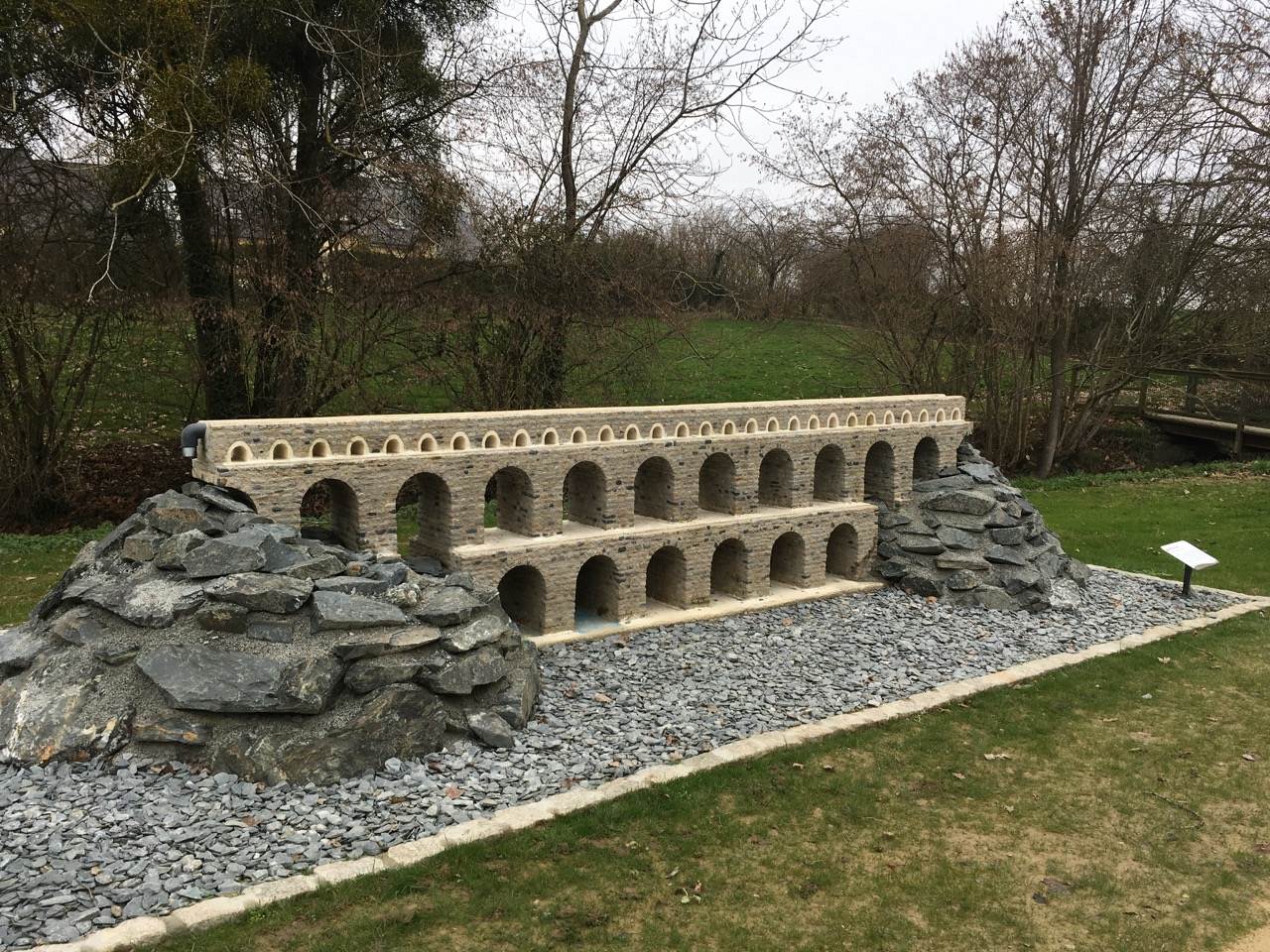
Pont du Gard
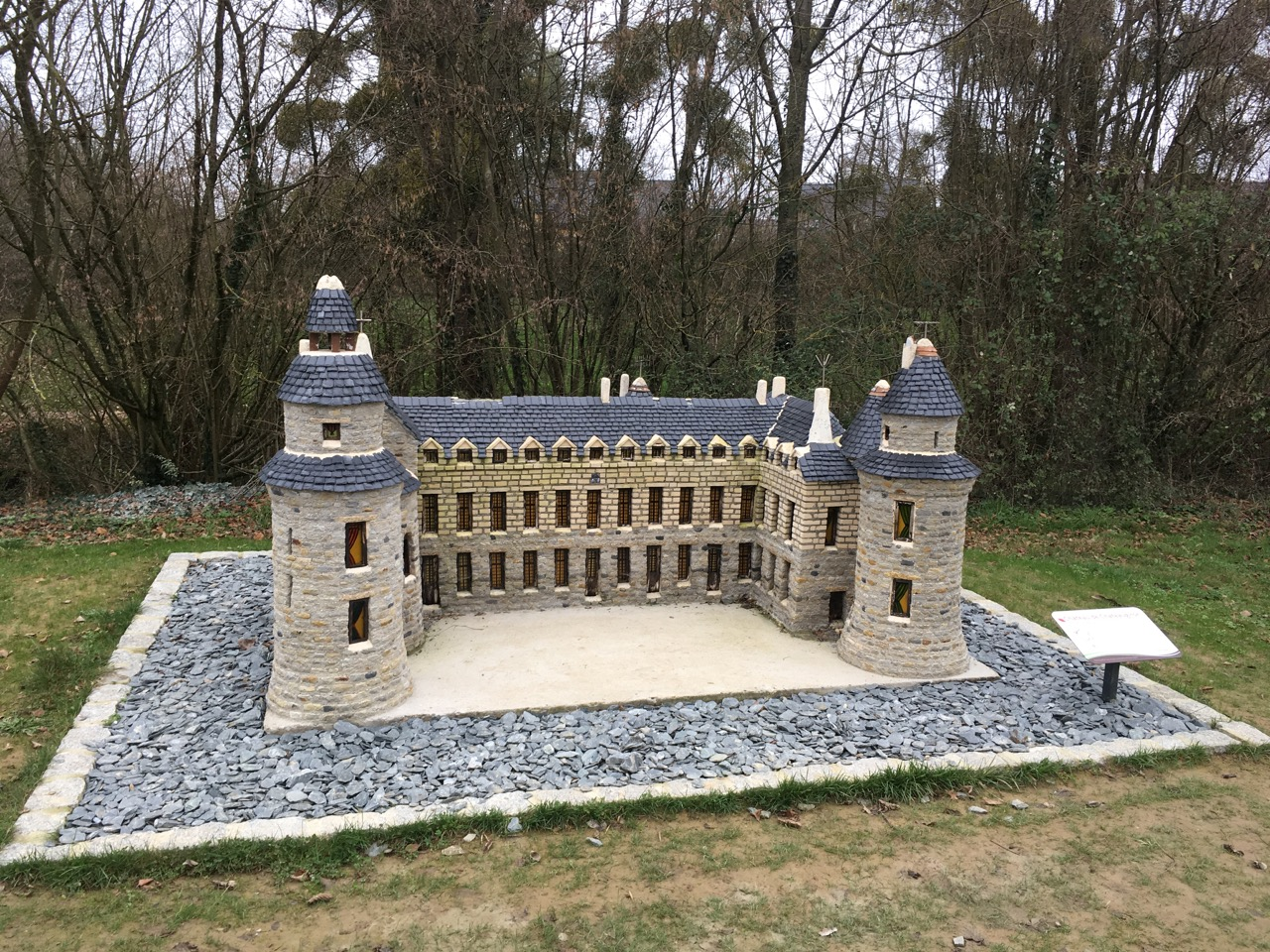
Château de Châteaugiron
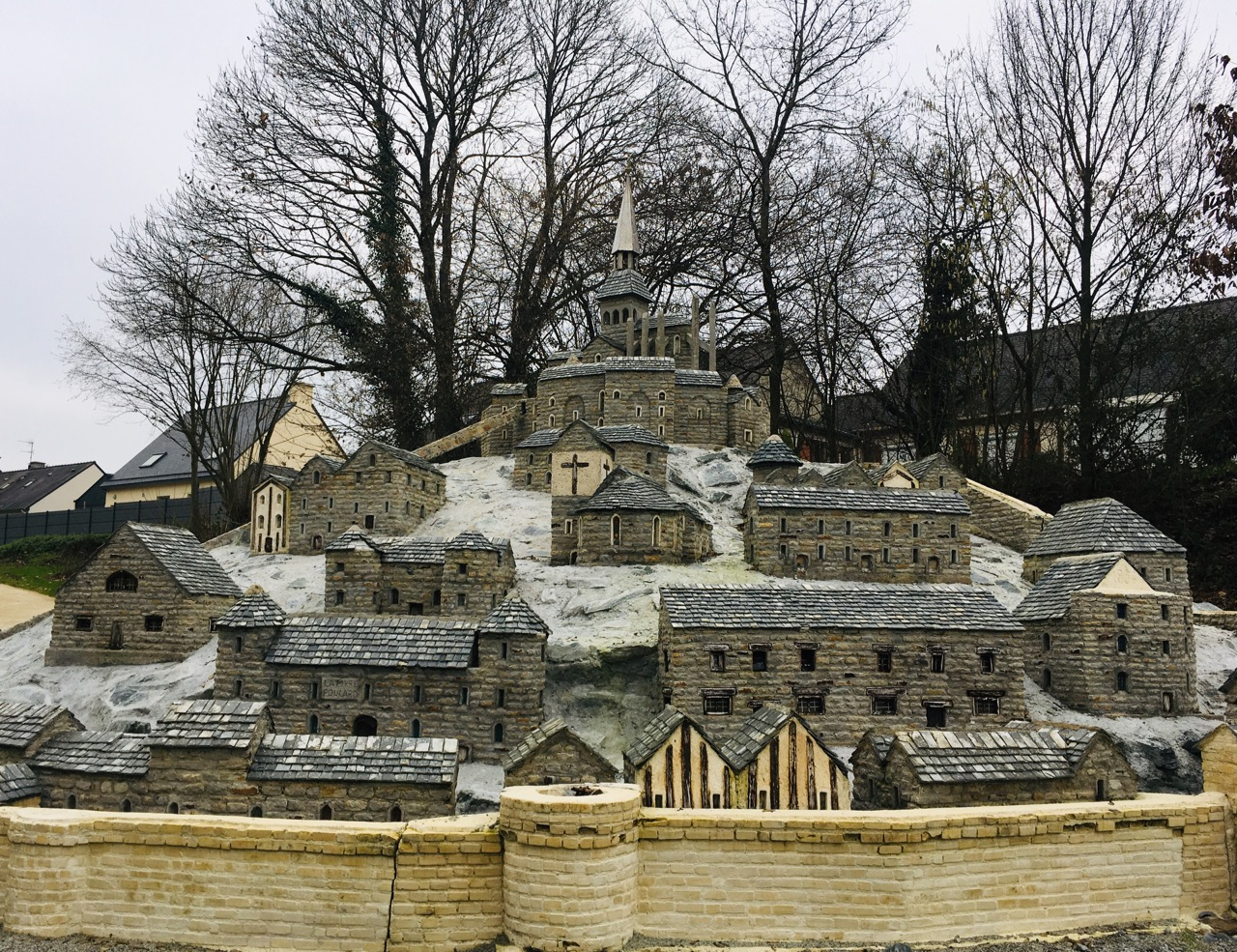
Mont Saint-Michel
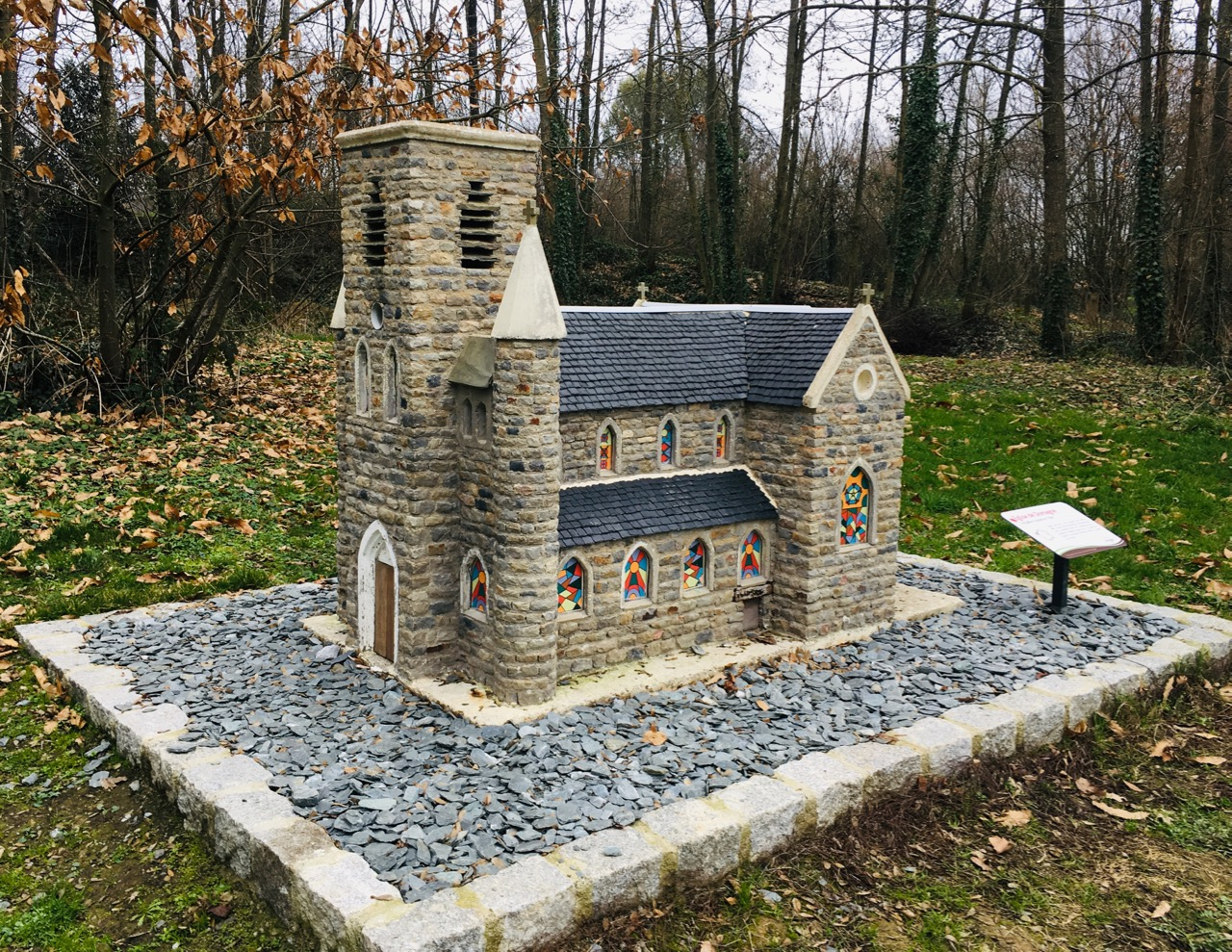
église de Domagné
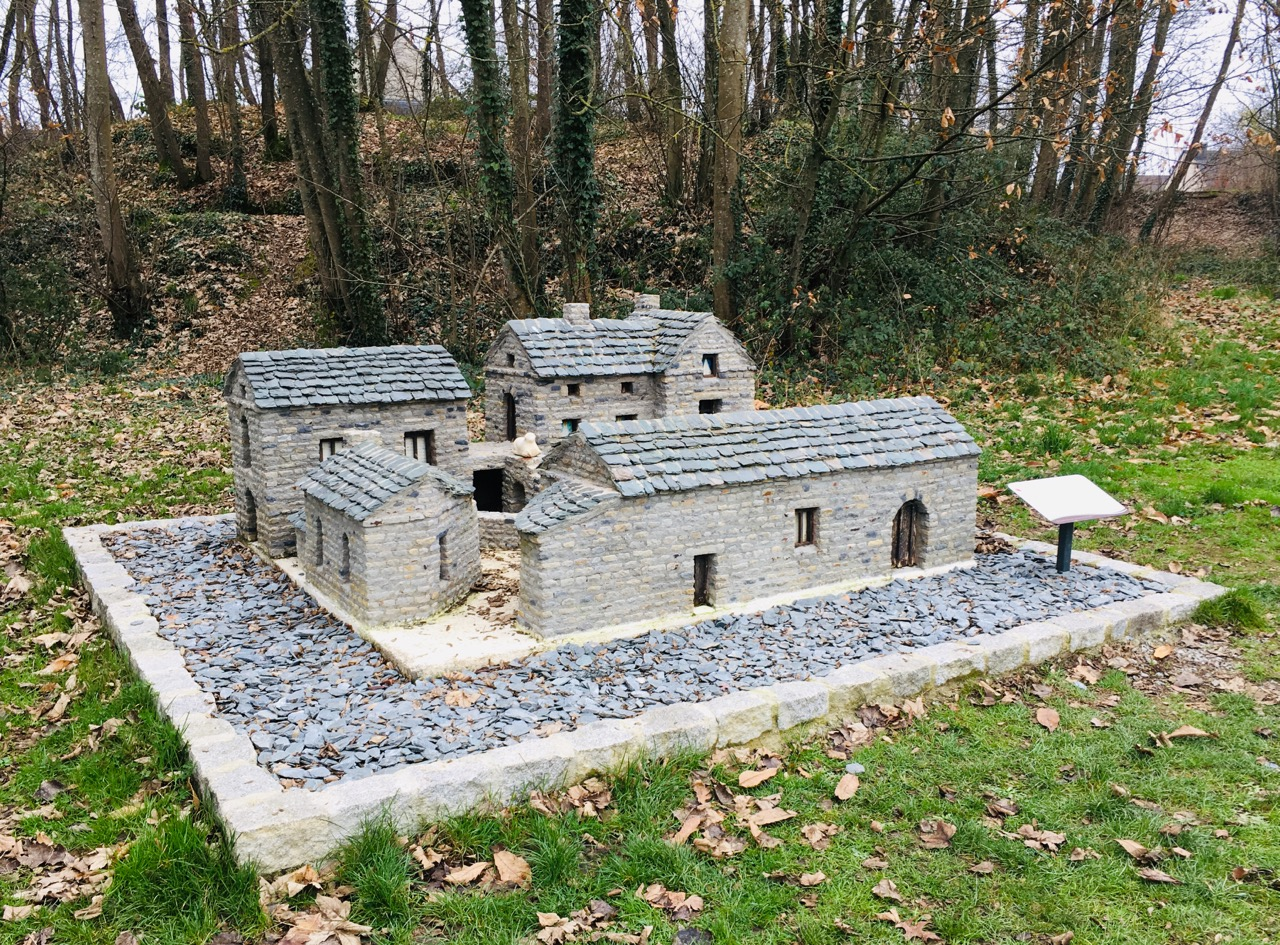
Ferme caussenarde de Lozère

## Personnalités liées à la commune
- Auguste Lajat (1840-1910), né à Domagné, ancien maire de Rennes.